# パズドラ (テレビアニメ)
『パズドラ』は、2018年4月2日よりテレビ東京系列にて放送されている、日本のテレビアニメ。

## 概要
ガンホー・オンライン・エンターテイメントより配信されているスマートフォン向けゲームアプリ『パズル&ドラゴンズ』と、その派生作品に当たる『パズドラバトル』を原作に据え、eスポーツを題材とした作品。原案となる企画とシナリオを手掛けた森下一喜（ガンホー・オンライン・エンターテイメント代表取締役社長兼CEO）は、日経xTECHとのインタビューの中で、『パズドラ』シリーズのゲーム性を分かりやすく表現するためにeスポーツを題材にしたと話している。
本作品の制作は、2018年1月11日に開催された「パズドラプロジェクト2018」のメディア発表会において最初に発表された。パズドラシリーズのアニメとしては、2016年7月4日から2018年3月26日まで放送された『パズドラクロス』に続き2作目であり、放送期間は2020年の時点で前作を超え、2024年3月には300話を達成。『BORUTO-ボルト- -NARUTO NEXT GENERATIONS-』が第一部の放送を終了した2023年4月以降は、テレビ東京制作による現行のテレビアニメで最も長く続いている作品ともなった。
ストーリーは当初、プロゲーマーの世界でナンバーワンを目指す主人公・明石タイガが成長していく様を中心に描かれていた。2020年4月以降はバラエティパート『超絶!!パズドラ部』が新設されて複合番組となったことによりアニメパートが15分に短縮し、タイガの実家であるたこ焼き屋がある花草商店街の日常を舞台とした、主に1話完結型のギャグアニメへとシフトした。他方で一部のエピソードは、アニメパートが30分であった頃のストーリーの続きとして制作されているものもある。
新型コロナウイルスの影響で、バラエティパートの収録が出来なくなったのに伴い、本番組も2020年4月18日より新作放送を中断。5月30日の放送再開までの代替措置として、セレクション放送と題した既放送分の再放送を実施、この期間中はデータ放送も休止された。

### 反響
森下は前出の日経xTECHとのインタビューの中で、本作品の放送により小学生を中心とした若年層へのアピールに成功したと語っており、ガンホー主催のイベントにも多数の小学生が来たことを明かしている。

## 放送時間
- 2018年4月2日 - 2020年3月30日：月曜18:25 - 18:55
- 2020年4月4日 - 9月26日：土曜9:30 - 10:00[5]
  - バラエティ番組『YOUは何しに日本へ?』の放送時間繰り上げ・拡大に伴う措置[6]。この放送時間変更に併せる形で、番組も前半にバラエティパート「パズドラ部」（出演：チョコレートプラネット他）を新設し、後半のアニメパートとの2部構成へと移行した[7]。また土曜9時台後半での初回放送ではバラエティパートのみが放送されたため、同時間帯でのアニメパートの開始は翌週の4月11日からとなった[8]。
- 2020年10月4日 - ：日曜18:00 - 18:30[9]

## 登場キャラクター
明石 タイガ（あかし たいが）
声 - 泊明日菜
本作品の主人公。世界一のたこ焼き屋を目指す少年であるが、目立ちたがり屋で負けず嫌い。負けたくない気持ちがあるとヘアバンドで前髪を上げて「本気モード」になる。得意な科目は体育で、苦手な科目は勉強全般。
トラゴン
声 - 柿原徹也
タイガのパートナー。本作品のツッコミ役でもある。関西弁風で語尾に「ニャ」がつくトラゴン弁で話す。好きな物はたこ焼き。
卯月 さくら（うづき さくら）
声 - 井上ほの花
タイガの同級生で、幼なじみの少女。ケーキ屋の娘。
松原 龍二（まつはら りゅうじ）
声 - 小林裕介
クールで寡黙なタイガのライバル。頭脳派。
徳澤 諭吉（とくざわ ゆきち）
声 - 神代知衣
家は大金持ち。タイガを「兄貴」と呼んで慕う。語尾は『〜でヤンス』。
ギンガ
声 - 高山みなみ
宇宙から来た少年。タイガにバトルを挑んだ実力者および「パズドラ宇宙プロゲーマー」である。
源さん（げんさん）
声 - 武虎
タイガの自宅の隣にある鉄板焼き屋の店主。
明石 ひとみ（あかし ひとみ）
声 - ならはしみき
タイガの祖母。
明石 千里（あかし ちさと）
声 - 岡村明美
タイガの母親。
明石 寅次（あかし とらじ）
声 - 小杉十郎太
タイガの父親。仕事で家には滅多に戻ってこない。（名前からしてふうてんの寅さんがモデル）
明石 寅吉（あかし とらきち）
声 - 二又一成
タイガの祖父。
前山田 ケン
声 - 勝杏里
タイガ達のクラスの担任の先生。愛称は マエケン。
ユキコ先生
声 - 藤井ゆきよ
タイガの学校の養護教師。源さんとマエケンが想いを寄せる女性。
マツハラ
声 - 野島裕史
本名は松原龍一。パズドラのプロゲーマーであり、龍二の実兄。
猫山猫太
声 - 村瀬歩
猫マスターでCatCafeのオーナー。
ドラゴンを誘拐して店の看板猫にしようとしていた。
イソオ
声 - 愛河里花子
イソオ軍団を率いる。
ナギサ
声 - 寺崎裕香
イソオ軍団の紅一点。
卯月 春彦（うづき はるひこ）
声 - 古澤徹
さくらの父親。
卯月 佳乃（うづき よしの）
声 - 井上喜久子
さくらの母親。ケーキ屋をしている。
姫野 ほのか（ひめの ほのか）
声 - 山下七海
アイドル。
クララ
声 - 佐武宇綺
アメリカ人。タイガ達を通じてパズドラにはまる。
委員長
声 - ヤスヒロ
老宇宙人として320話に初登場するも、実は、宇宙にパズドラ大会を広め、貧しい星や戦乱に苦しむ星に平和と復興をもたらしたレジェンド。パズドラ宇宙大会の大会実行委員長でもある。
ナレーション
声 - 小山力也

## スタッフ
- 原作 - ガンホー・オンライン・エンターテイメント（「Puzzle&Dragons」）
- 原案 - 森下一喜
- 漫画原作 - 井上桃太（小学館「月刊コロコロコミック」）
- 監督 - 亀垣一
- 副監督 - 高本宣弘
- 監修 - 森下一喜、山本大介
- シリーズ構成 - 藤田伸三→山下憲一
- キャラクターデザイン - 渡部圭祐、益田有希子
- チーフ作画監督 - 渡部圭祐
- デザインワークス - 中谷亜沙美・村松尚雄・村田護朗・岸義之・安食圭・松井アキラ・堀越久美子・滝口弘喜（途中まで）、岩永悦宜、楠本祐子、松崎正、東山マキ、久我嘉輝
- 美術監督 - 山口彩美（途中から）→宮里和誉、扇山秋仁→谷岡善玉
- 美術デザイン - 天田俊貴
- 色彩設計 - 北沢希実子
- 撮影監督 - 生田幸邦→萩原稀未佳
- 編集 - 森田清次、伊藤利恵
- 音響監督 - 浦上靖之（途中まで）、浦上慶子
- 音楽 - 和田薫
- プロデューサー - 細谷伸之→松山進→山田唯莉子→村松紗也子、藤村秀一、松井将司、嵯峨隼人→滝野圭輔、沢辺伸政（途中まで）、横山拓也→高原文彦（途中まで）
- アニメーションプロデューサー - 川端信也、小越康之→松井将司（途中まで）、千葉真悟、清水修（途中から）
- アニメーション制作 - studioぴえろ→スタジオサインポスト
- 制作 - テレビ東京、電通、ぴえろ

## 主題歌
オープニングテーマ
「Everybody GO!」（第1話 - 第59話）
明石タイガ（泊明日菜）によるオープニングテーマ。作詞・作曲はGungHo Music Factory、編曲はAgasa.K（Sony Music Records） 。
初期OPは第1話の映像の一部を流用。その後に何度かマイナーアップデートされている。
第42話からは曲のアレンジが変わった。
「ハレルヤルーヤ」（第60話 - 第103話）
横山だいすけによるオープニングテーマ。作詞・作曲はKoudai IwatsuboとGRP（SME Records）。
エンディングテーマ
「▶START」（第1話 - 第26話）
魔法少女になり隊によるエンディングテーマ。作詞は魔法少女になり隊とあだるとゆうくん、作曲・編曲はウイ・ビトン（Sony Music Records） 。
映像は『たこ焼きコロスケ』というたこ焼き屋で、たこ焼きが作られる風景が使用される。
「トロイメライ」（第27話 - 第51話）
魔法少女になり隊によるエンディングテーマ。作詞は火寺バジルとgari、作曲・編曲はウイ・ビトン（Sony Music Records） 。
「スマッシュ・ドロップ」（第52話 - 第64話）
麻倉ももによるエンディングテーマ。作詞は宮嶋淳子、作曲・編曲は川崎智哉（ミュージックレイン）。
「GET OVER」（第65話 - 第78話）
綾野ましろによるエンディングテーマ。作詞はMashiroと宇田川生、作曲は宇田川生、編曲はKOUTAPAI（SACRA MUSIC）。
「フレンドシップNo.1」（第79話 - 第90話）
ミサキクレア from Girls²によるエンディングテーマ。作詞・作曲はペンギンスとsoratoと侞羅奢、編曲はsorato。
「PEACE!!!」（第91話 - 第103話）
春奈るなによるエンディングテーマ。作詞は春奈と大塚利恵、作曲・編曲は津波幸平。
「MATSURI!!」（第104話 - 第197話）
和田薫の作曲によるエンディングテーマ。フルオーケストラ。
「パズドラマーチ」（第198話 - ）
和田薫の作曲によるエンディングテーマ。フルオーケストラ。

## 各話リスト
| 話数    | サブタイトル                                         | 脚本                | 絵コンテ          | 演出                | 作画監督 | 総作画監督                                                           | 放送日         |
| ------- | ---------------------------------------------------- | ------------------- | ----------------- | ------------------- | --- | -------------------------------------------------------------------- | -------------- |
| 第1話   | 熱々の魂！                                           | 藤田伸三            | 亀垣一 高本宣弘   | 園田雅裕            | 益田有希子 矢吹智美 松﨑正 楠本祐子 遠藤裕一                                                                                 | 渡部圭祐                                                             | 2018年 4月2日  |
| 第2話   | 目指せ！プロゲーマー!!                               | 藤田伸三            | 高本宣弘          | 川西泰二            | Shin Hey Ran Lee Sok yun 本間満 一居一平 石橋有希子                                                                          | 渡部圭祐 安食圭                                                      | 4月9日         |
| 第3話   | モンスターメモリーを探せ！                           | 葛原秀治            | 影山楙倫          | 浅見隆司            | LEE JOOHYUN 粟井重紀 | 渡部圭祐 益田有希子 楠本祐子                                         | 4月16日        |
| 第4話   | 諭吉登場！商店街でパズドラバトル!!                   | 福島直浩            | 成田歳法          | 村山靖              | 金塚泰彦 石堂伸晴 堀越久美子 窪詔之 村松尚雄 HANIL ANIMATION                                                                 | 渡部圭祐 荻原みちる                                                  | 4月23日        |
| 第5話   | 花草神社の龍喚士!?                                   | 冨田頼子            | 高本宣弘          | 佐藤清光 栗山美秀   | 服部憲知 柳瀬譲二 Shin Hyung Sik Jung Cheol Gyo Shin Min Seop                                                                | 渡部圭祐 きすいだこね                                                | 4月30日        |
| 第6話   | たまたま電話の長話                                   | 山野辺一記          | 高本宣弘          | 高本宣弘 中谷亜沙美 | 遠藤裕一 窪詔之 | 渡部圭祐 松﨑正                                                      | 5月7日         |
| 第7話   | パズドラ部始動！                                     | 山下憲一            | 影山楙倫          | 佐々木達也          | Zhou Xiao Hua Chai Cheng Zhong Shao Ming Cheng Wang MinJang Min-Ho                                                           | 渡部圭祐 楠本祐子 益田有希子 松﨑正 遠藤正明                         | 5月14日        |
| 第8話   | ライバル登場！タイガVS龍二                           | 福島直浩            | 鈴木行            | 西島圭祐 村山靖     | 堀越久美子 大久保美香 HANIL ANIMATION                                                                                        | 渡部圭祐 楠本祐子 松﨑正 益田有希子                                  | 5月21日        |
| 第9話   | 龍の涙                                               | 藤田伸三            | 成田歳法          | 小坂春女            | 相馬満 一居一平 石橋有希子 石川健介 服部憲治                                                                                 | 渡部圭祐 安食圭                                                      | 5月28日        |
| 第10話  | ランキングバトル！                                   | 山下憲一            | 影山楙倫          | 堂山卓見            | 渡邉葉瑠 松井啓一郎 | 渡部圭祐 松﨑正                                                      | 6月4日         |
| 第11話  | パズドラ部の危機！マエケンとの対決                   | 冨田頼子            | 熊本健士          | 浅見隆司            | 小林一三 申榮淳 遠藤麻未 瀧澤茉夕 粟井重紀 和田拓也 アボカドST                                                               | 渡部圭祐 益田有希子 松﨑正 岸義之 遠藤正明 大久保美香                | 6月11日        |
| 第12話  | 白熱！トレジャーズカップ!!                           | 葛原秀治            | 影山楙倫          | 川西泰二            | Park Jun Lee Sok yun 一居一平 石橋有希子                                                                                     | 渡部圭祐 きすいだこね                                                | 6月18日        |
| 第13話  | マツハラへの挑戦状…！                                | 福島直浩            | 園田雅裕          | 園田雅裕            | 堀越久美子 遠藤裕一 | 渡部圭祐 益田有希子 松﨑正                                           | 6月25日        |
| 第14話  | 兄弟対決！龍二VSマツハラ                             | 福島直浩            | 成田歳法          | 佐々木達也          | HANIL ANIMATION Jang Min-ho Park Ji-Seung Park Yu-mi Park Ji-ho                                                              | 渡部圭祐 松﨑正                                                      | 7月2日         |
| 第15話  | たこ焼きライバル！明石屋VSチェーン店                 | 山下憲一            | 影山楙倫          | 佐藤清光 栗山美秀   | 服部憲知 柳瀬譲二 Shin Hyung Sik Heo Hyung jun                                                                               | 渡部圭祐 安食圭                                                      | 7月9日         |
| 第16話  | 龍二敗れる！謎の覆面プレイヤー出現                   | 藤田伸三            | 大庭秀昭 高本宣弘 | 中谷亜沙美          | 楠本祐子 大久保美香 村松尚雄 窪詔之 張益 中谷亜沙美                                                                          | 渡部圭祐 松﨑正                                                      | 7月16日        |
| 第17話  | 狙われたトラゴン                                     | 藤田伸三            | 成田歳法          | 村山靖              | 益田有希子 岸義之 ユウ・スン・ヒ イ・ガン・ウ                                                                                | 渡部圭祐 松﨑正 ウクレレ善似郎 益田有希子                            | 7月23日        |
| 第18話  | お風呂でアッチッチ！                                 | 福島直浩            | 影山楙倫          | 小坂春女            | 一居一平 石川健介 石橋有希子                                                                                                 | 渡部圭祐 きすいだこね                                                | 7月30日        |
| 第19話  | サマー・オブ・ガッシュク                             | 葛原秀治            | しまづあきとし    | 栗井重紀            | Go Gyoung Nam Han Jung Y | 渡部圭祐 松﨑正 ウクレレ善似郎 益田有希子                            | 8月6日         |
| 第20話  | サマー・オブ・サイセン                               | 山下憲一            | 園田雅裕          | 園田雅裕            | 堀越久美子 岸義之 大久保美香 村松尚雄 荻原みちる                                                                             | 渡部圭祐 松﨑正                                                      | 8月13日        |
| 第21話  | サマー・オブ・ダンタイセン                           | 富田頼子            | 高本宣弘          | 川西泰二            | Shin Hey Ran Lee Sok yun 一居一平 石橋有希子                                                                                 | 渡部圭祐 安食圭                                                      | 8月20日        |
| 第22話  | サマー・オブ・パズドラ                               | 富田頼子            | 成田歳法          | 村山靖              | HWANG MI JEONG KIM YUN JUNG LIM JI HYUN                                                                                      | 渡部圭祐 ウクレレ善似郎 松﨑正                                       | 8月27日        |
| 第23話  | 究極奥義！パズドラ仙人                               | 鈴木洋介            | 熊本健士          | 中村近世            | Lee Joung kyung 滝口弘喜 金塚泰彦                                                                                            | 渡部圭祐 ウクレレ善似郎                                              | 9月3日         |
| 第24話  | パズドラチャレンジカップ開幕！                       | 福島直浩            | 影山楙倫          | 佐藤清光            | 服部憲知 柳瀬譲二 Shin Hyung Sik Heo Hyung jun                                                                               | 渡部圭祐 きすいだこね                                                | 9月10日        |
| 第25話  | 二次予選・たまドラコイン争奪戦！                     | 葛原秀治            | 細田雅弘          | 米田光宏            | 柏敦志 小美野雅彦 岩垂端樹 大原大 関口雅彦 堀越久美子 滝口弘喜 松﨑正 齊藤崇了 窪詔之 松村尚雄 大久保美香                    | 渡部圭祐 益田有希子 ウクレレ善似郎                                   | 9月17日        |
| 第26話  | ロックスターHIDETO！                                 | 峰岸瞳              | 園田雅裕          | 村山靖              | Hwang Youngsik HANIL ANIMATION                                                                                               | 渡部圭祐 楠本祐子 ウクレレ善似郎 松﨑正                              | 9月24日        |
| 第27話  | 選ばれし神の子 神崎シン                              | 藤田伸三            | 高本宣弘          | 小坂春女            | 一居一平 石橋有希子 吉岡佳広                                                                                                 | 安食圭                                                               | 10月1日        |
| 第28話  | アイドルプロゲーマーほのか！                         | 山下憲一            | 円堂正明          | 大庭秀昭            | 山﨑展義 | 渡部圭祐 楠本祐子 松﨑正                                             | 10月8日        |
| 第29話  | トラゴンはつらいよ                                   | 葛原秀治            | 成田歳法          | 粟井重紀            | Go Gyoung Nam Han Jung Y Jung Hyun So                                                                                        | 渡部圭祐 益田有希子 岸義之 ウクレレ善似郎                            | 10月15日       |
| 第30話  | さくらとクララ                                       | 山下憲一            | 影山楙倫          | 川西泰二            | Shin Hey Ran Lee Sok yun Kim Yoo Mi Kang Ji Su Lee Young Mi Park Hey Ran 一居一平 石橋有希子 吉岡佳広                        | きすいこだね                                                         | 10月22日       |
| 第31話  | タイガ、池の水ぜんぶ抜く                             | 鈴木洋介            | 若林厚史          | 佐々木達也          | Kim Bongdeok Kim Myeongsim                                                                                                   | 益田有希子 楠本祐子 松﨑正 ウクレレ善似郎                            | 10月29日       |
| 第32話  | 剣の貴公子・王城つかさ！                             | 福島直浩            | 園田雅裕          | 園田雅裕            | 堀越久美子 Jang Min ho Park Ji Seung                                                                                         | 渡部圭祐 松﨑正 ウクレレ善似郎                                       | 11月5日        |
| 第33話  | ユキコ先生お見合い大作戦！                           | 富田頼子            | 高本宣弘          | 佐藤清光            | 服部憲知 柳瀬譲二 Jung Chul Gyo Shin Min Seop                                                                                | 渡部圭祐 安食圭                                                      | 11月12日       |
| 第34話  | スカウト登場！輝けパズドラ部                         | 鈴木洋介            | 成田歳法          | 中村近世            | 滝口弘喜 大久保美香 村松尚雄 HANIL ANIMATION                                                                                 | ウクレレ善似郎 松﨑正                                                | 11月19日       |
| 第35話  | タコ消滅！明石屋最後の日                             | 藤田伸三            | 影山楙倫          | 大庭秀昭            | 山﨑展義 KIM YUN JUNG LIM JI HYUN                                                                                            | 渡部圭祐 ウクレレ善似郎 堀越久美子 岩永悦宜                          | 11月26日       |
| 第36話  | 寅次の休日                                           | 山野辺一記          | 高本宣弘          | 小坂春女            | 一居一平 石橋有希子 吉岡佳広                                                                                                 | 安食圭                                                               | 12月3日        |
| 第37話  | チャレンジカップ本戦ラウンド開始！                   | 福島直浩            | 若林厚史          | 佐々木達也          | Kim Bongdeok Hwang Youngsik 謝宛倩                                                                                           | 渡部圭祐 ウクレレ善似郎 松﨑正 杉山直 堀越久美子                     | 12月10日       |
| 第38話  | 波乱の一回戦！偉大なる予言者登場                     | 葛原秀治            | 熊本健士          | 浅見隆司            | Han Jung Y HANIL ANIMATION                                                                                                   | 楠本祐子 ウクレレ善似郎 松﨑正 大久保美香 益田有希子                 | 12月17日       |
| 第39話  | さくら舞う！非道な毒の罠                             | 山下憲一            | 成田歳法          | 川西泰二            | Lee Sok yun Kim Yoo Ki Lee Young Yi 一居一平 きすいだこね 吉岡佳広 石橋有希子                                                | 安食圭                                                               | 12月24日       |
| 第40話  | 秘伝・明石屋一本焼き                                 | 藤田伸三            | 熊本健士          | 友田政晴            | 斉藤和也 錦織成 Jang Min-Ho Park Ji-Ho                                                                                       | 渡部圭祐 楠本祐子 ウクレレ善似郎 松﨑正                              | 2019年 1月7日  |
| 第41話  | ポイズンマスター 巳之口マムシ！                      | 山下憲一            | 若林厚史          | 又野弘道            | 山崎展義 松下清志 飯飼一幸                                                                                                   | 渡部圭祐 松崎正 ウクレレ善似郎 大久保美香                            | 1月14日        |
| 第42話  | 神崎シンの秘密                                       | 藤田伸三            | 成田歳法          | 佐藤清光            | 石川健介 服部憲治 Jung Chul Gyo                                                                                              | 渡部圭祐 石橋有希子                                                  | 1月21日        |
| 第43話  | 王城VS諭吉！因縁の金持ち対決                         | 福島直浩            | 園田雅裕          | 園田雅裕            | Go Gyung Nam HANIL ANIMATION                                                                                                 | 堀越久美子 益田有希子 楠本祐子                                       | 1月28日        |
| 第44話  | カンフーマスター 李子超！                            | 葛原秀治            | 影山楙倫          | 佐々木達也          | Hwang Youngsik Kim Bongdeok 杉山直輝 謝宛倩                                                                                  | ウクレレ善似郎 大久保美香                                            | 2月4日         |
| 第45話  | 大変身！龍二VS龍二!?                                 | 富田頼子            | 高本宣弘          | 小坂春女            | 一居一平 石橋有希子 吉岡佳広 服部憲治                                                                                        | 渡部圭祐 安食圭                                                      | 2月11日        |
| 第46話  | マツハラプロのメッセージ                             | 鈴木洋介            | 成田歳法          | 大塚隆寛            | 堀越久美子 滝口弘喜 村松尚雄 遠藤裕一                                                                                        | ウクレレ善似郎 松﨑正                                                | 2月18日        |
| 第47話  | 準決勝！タイガVS王城                                 | 峰岸瞳              | 若林厚史          | 安江菜津美          | Hue Hey Jung HANIL ANIMATION                                                                                                 | ウクレレ善似郎 松﨑正 楠本祐子 益田有希子                            | 2月25日        |
| 第48話  | レクイエム                                           | 葛原秀治            | 熊本健士          | 川西泰二            | Lee Sok yun Kim Yoo Mi Lee Young Mi 一居一平 吉岡佳広                                                                        | 石橋有希子                                                           | 3月4日         |
| 第49話  | 龍二のパズドラ                                       | 福島直浩            | 大庭秀昭          | 大庭秀昭            | Hwang Youngsik Han Seunghui Kim Bongdeok                                                                                     | 杉山直輝 大久保美香 ウクレレ善似郎 楠本祐子                          | 3月11日        |
| 第50話  | 究極変化!?熱々の最終バトル!!                         | 山下憲一            | 高本宣弘          | 佐藤清光            | 服部憲知 柳瀬譲二 Shin Min Seop Heo Hyung Joon 吉岡佳広 一居一平 石橋有希子                                                  | 安食圭                                                               | 3月18日        |
| 第51話  | さくらの夢                                           | -                   | 亀垣一            | 浅見隆司            | 渡部圭祐 益田有希子 遠藤裕一 Han Jung Y Go Gyoung Nam Jang Min Ho                                                            | 渡部圭祐 益田有希子 松崎正 ウクレレ善似郎                            | 3月25日        |
| 第52話  | プロゲーマー！新たなる挑戦!!                         | 山下憲一            | 園田雅裕          | 園田雅裕            | 堀越久美子 村松尚雄 楠本祐子 HANIL ANIMATION                                                                                 | 渡部圭祐 大久保美香 楠本祐子 益田有希子                              | 4月1日         |
| 第53話  | プロチーム入団!?                                     | 葛原秀治            | 成田歳法          | 佐々木達也          | Lee Youngmi Hwang Yeongsik                                                                                                   | ウクレレ善似郎 松﨑正 大久保美香 杉山直輝 遠藤裕一 楠本祐子          | 4月8日         |
| 第54話  | チャンピオンズカップ・デビュー戦！                   | 藤田伸三            | 高本宣弘          | 小坂春女            | 一居一平 石橋有希子 吉岡佳広 服部憲治                                                                                        | 安食圭 きすいだこね 渡部圭祐 益田有希子                              | 4月15日        |
| 第55話  | 涙の別れ！トラゴン故郷に帰る                         | 川崎ヒロアキ        | 大塚隆寛          | 大塚隆寛            | 滝口弘喜 斎藤崇了 Go Gyoung Nam Han Jung Y                                                                                   | 渡部圭佑 堀越久美子 大久保美香 益田有希子 岸義之                     | 4月22日        |
| 第56話  | 新たな力！燃えよトラゴン                             | 峰岸瞳              | 若林厚史          | 園田雅裕            | SEO SUN YEONG YOO SEUNG HUI LEE KAWAN WOO Jang Hee kyu 村松尚雄                                                              | 渡部圭祐 益田有希子 ウクレレ善似郎 松﨑正                            | 4月29日        |
| 第57話  | ライバル商店街!?プロゲーマー・ムサシ！               | 藤田伸三            | 成田歳法 高本宣弘 | 川西泰二            | Lee Sok yun Kim Too Mi Kim Yong Zoo 一居一平 吉岡佳広 石橋有希子                                                             | 安食圭                                                               | 5月6日         |
| 第58話  | 出たっ！幽霊温泉のよし子ちゃん                       | 鈴木洋介            | 大庭秀昭          | 大庭秀昭            | 堀越久美子 竹内アキラ 島崎望 Jang Min Ho Park Ji Ho                                                                          | ウクレレ善似郎 大久保美香 松﨑正                                     | 5月13日        |
| 第59話  | 激突！二つの龍                                       | 山下憲一            | 熊本健士          | 浅見隆司            | Goo Gyoung Nam Han Jung Y | ウクレレ善似郎 武内啓 岸義之 松﨑正 大久保美香                       | 5月20日        |
| 第60話  | Ultimate Training！                                  | 葛原秀治            | 成田歳法          | 佐藤清光            | Lee jong kyong | 安食圭                                                               | 5月27日        |
| 第61話  | 強豪・新鮮組！総司対タイガ                           | 葛原秀治            | 大塚隆寛          | 大塚隆寛            | 滝口弘喜 斎藤崇了 CHOI SEOK HWAN YOO SEUNG HUI LEE KAWAN WOO                                                                 | ウクレレ善似郎 松﨑正                                                | 6月3日         |
| 第62話  | 花草商店街お・も・て・な・し大作戦！                 | 川崎ヒロアキ        | 高本宣弘          | 佐々木達也          | 村松尚雄 岡野力也 伏見裕美 Song Jinyoung Hwang Youngsik Lee Yungmi                                                           | ウクレレ善似郎 大久保美香 杉山直輝 松崎正 岸義之                     | 6月10日        |
| 第63話  | パズドラAI！タイガVSロボタイガ                       | 冨田頼子            | 若林厚史          | 小坂春女            | 石橋有希子 一居一平 吉岡佳広                                                                                                 | きすいだこね 渡辺伸弘                                                | 6月17日        |
| 第64話  | トラゴンはつらいよ 初恋奮闘編                        | 福島直浩            | 大庭秀昭          | 大庭秀昭            | 堀越久美子 竹内アキラ Go Gyoung Nam Han Jung Y                                                                               | ウクレレ善似郎 武内啓                                                | 6月24日        |
| 第65話  | まいっちゃうぜユキコ先生！                           | 峰岸瞳              | 高本宣弘          | 神原敏昭            | YOO SEUNG HUI LEE KAWAN WOO KIM YUN JEONG Kim Keun soo Kwon Oh sik Jang Hee kyu                                              | ウクレレ善似郎 大久保美香 松崎正 益田有希子                          | 7月1日         |
| 第66話  | 龍二の旅立ち                                         | 山下憲一            | 熊本健士          | 川西泰二            | 渡辺伸弘 Shin Hey Ran Lea Sok Yun Kim Yoo Mi                                                                                 | 武内啓                                                               | 7月8日         |
| 第67話  | さくらの湯けむり指南！                               | 鈴木洋介            | 大塚隆寛          | 大塚隆寛            | 滝口弘喜 齋藤崇了 竹内アキラ Jang Min Ho Park Hi Ho                                                                          | 楠本祐子 松崎正                                                      | 7月15日        |
| 第68話  | 伝説のプロゲーマー・トキ！                           | 藤田伸三            | 成田歳法          | 浅見隆司            | Go Gyoung Nam Han Jung Y Kim Gi Nam Jeon Jong Min Han Hyeon Hi                                                               | 益田有希子 大久保美香 ウクレレ善似郎 武内啓 岸義之 岩永悦宜          | 7月22日        |
| 第69話  | 新必殺技 乱れナイアガラ！                            | 山下憲一            | 若林厚史          | 佐藤清光            | Lee Jong kyong 渡部圭祐 | 安食圭 渡部圭祐                                                      | 7月29日        |
| 第70話  | RYUJI IN USA                                         | 福島直浩            | 園田雅裕          | 園田雅裕            | 堀越久美子 村松尚雄 HANIL ANIMATION                                                                                          | 渡部圭祐 楠本祐子 武内啓 松﨑正 益田有希子                           | 8月5日         |
| 第71話  | パズドラスタア誕生！                                 | 川崎ヒロアキ        | 蓮谷トヲル        | 佐々木達也          | 桜井このみ Ahn suk Song in young                                                                                             | ウクレレ善似郎 益田有希子 松山直輝 大久保美香 松崎正 岩永悦宜 武内啓 | 8月12日        |
| 第72話  | 商店街爆裂！夏祭りの乱!!                             | 葛原秀治            | 成田歳法          | 小坂春女            | 石橋有希子 一居一平 吉岡佳広                                                                                                 | -                                                                    | 8月19日        |
| 第73話  | ほのかトツゲキ❤花草キラキラ日記                      | 峰岸瞳              | 高本宣弘          | 大庭秀昭            | 渡部圭祐 | 齋藤宗了                                                             | 8月26日        |
| 第74話  | 諭吉涙の一等賞！                                     | 鈴木洋介            | 熊本健士          | 川西泰二            | 渡辺伸弘 Lee Sok yun Kim Song Jeong Kim Yoo Mi                                                                               | 武内啓                                                               | 9月2日         |
| 第75話  | 謎のプロチーム・DGS登場！                            | 山下憲一            | 若林厚史          | 大野和寿            | 渡部圭祐 滝口弘喜 佐々木正広 HANIL ANIMATION                                                                                 | 渡部圭祐 ウクレレ善似郎 大久保美香 岩永悦宣 益田有希子               | 9月9日         |
| 第76話  | パズドラ部新メンバー!?                               | 葛原秀治            | 若林厚史          | 浅見隆司            | Kim Gi Nam Jeon Jong Min Hang Hyeon J Gp Gyoung Nam Han Jung Y                                                               | ウクレレ善似郎 大久保美香 武内啓 益田有希子                          | 9月16日        |
| 第77話  | ゴッド8参戦！VS格闘プロゲーマー                      | 富田頼子            | 成田歳法          | 佐藤清光            | Lee Jong kyong | 安食圭                                                               | 9月23日        |
| 第78話  | 燃えろ龍二！デスバイネンの恐怖                       | 川崎ヒロユキ        | 大塚隆寛          | 大塚隆寛            | 井口忠一 Lim Keun Soo | 渡部圭祐 益田有希子 岸義之 松崎正 ウクレレ善似郎                     | 9月30日        |
| 第79話  | 因縁の対決！タイガVSシン                             | 藤田伸三            | 高本宣弘          | 殿勝秀樹            | Jang Min Ho Park Ji Ho | 渡部圭祐 滝口弘喜 杉山直樹 松崎正 ウクレレ善似郎 楠本祐子            | 10月7日        |
| 第80話  | 恋の戦い！覚醒マシンゼウス登場                       | 山下憲一            | 若林厚史          | 小坂春女            | 石橋有希子 一居一平 吉岡佳広                                                                                                 | 渡部圭祐                                                             | 10月14日       |
| 第81話  | 諭吉、プロになる！                                   | 福島直浩            | 大庭秀昭          | 大庭秀昭            | 堀越久美子 HANIL ANIMATION                                                                                                   | 大久保美香                                                           | 10月21日       |
| 第82話  | マネーウォーズ決着！金の延べ棒落とし                 | 福島直浩            | 成田歳法          | 川西泰二            | Lee Sok yun Kim Yoo Mi | 武内啓 渡辺伸弘                                                      | 10月28日       |
| 第83話  | 風雲徳沢城！諭吉衛門大勝負の巻                       | 富田頼子            | 園田雅裕          | 園田雅裕            | 井口忠一 Go Gyoung Nam Han Jung Y                                                                                            | 楠本祐子 松崎正 ウクレレ善似郎                                       | 11月4日        |
| 第84話  | パズドラプロリーグ玉龍杯開幕！                       | 葛原秀治            | 高本宣弘          | 高本宣弘 浅見隆司   | Jeon Jong Min Han Hyeon Hi HANIL ANIMATION                                                                                   | 杉山直輝 堀越久美子 ウクレレ善似郎 大久保美香 滝口弘喜 楠本祐子      | 11月11日       |
| 第85話  | 走れさくら！                                         | 葛原秀治            | 熊本健士          | 安江菜津美          | Lee jong kyong 渡部圭祐 | 渡部圭祐 安食圭                                                      | 11月18日       |
| 第86話  | 大決戦！HARDBANKスタジアム                           | 山下憲一            | 大塚隆寛          | 大塚隆寛            | 斎藤崇了 Lim Keun soo | ウクレレ善似郎 松崎正 大久保美香                                     | 11月25日       |
| 第87話  | 激突！玉龍杯決勝リーグ!!                             | 福島直浩            | 若林厚史          | 大野和寿            | Jang Min Ho Park Ji Ho | 渡部圭祐 大久保美香 松崎正 ウクレレ善似郎                            | 12月2日        |
| 第88話  | DGSの罠 龍二VSシン                                   | 川崎ヒロユキ        | 高本宣弘          | 小坂春女            | 石橋有希子 吉岡佳広 服部憲知                                                                                                 | -                                                                    | 12月9日        |
| 第89話  | 龍二が生まれた日                                     | 鈴木洋介            | 亀垣一            | 大庭秀昭            | 滝口弘喜 益田有希子 齋藤宗了 楠本祐子 HANIL ANIMATION                                                                        | 渡部圭祐 松崎正 大久保美香                                           | 12月16日       |
| 第90話  | 立ち上がれ！華のアイドルプロゲーマー                 | 山下憲一            | 成田歳法          | 川西泰二            | 渡辺伸弘 Lee Soo Yun Kim Too Mi                                                                                              | 渡部圭祐 武内啓                                                      | 12月23日       |
| 第91話  | プロゲーマー・はがね 暴かれた真実                    | 藤田伸三            | 若林厚史          | 浅見隆司            | Go Gyoung Nam Han Jung Y Jeon Jong Min Min Hyun Sook Han Hyeon Ji                                                            | 大久保美香 松崎正 ウクレレ善似郎                                     | 2020年 1月6日  |
| 第92話  | トキと柏木 男たちの対峙                              | 葛原秀治            | 園田雅裕          | 園田雅裕            | 堀越久美子 岸義之 Jang Min-Ho Park Ji-Ho                                                                                     | 益田有希子 ウクレレ善似郎 楠本祐子                                   | 1月13日        |
| 第93話  | 父帰る！全員集合百人勝負!!                           | 峰岸瞳              | 高本宣弘          | 安江菜津美          | Lee jong kyong 宇都木勇 服部憲知                                                                                             | 安食圭                                                               | 1月20日        |
| 第94話  | アッパレ花草商店街！                                 | 冨田頼子            | 佐々木正広        | 大野和寿            | 杉山直輝 張益 村松尚雄 HANIL ANIMATION                                                                                       | ウクレレ善似郎 松﨑正 岩永悦宜                                       | 1月27日        |
| 第95話  | ガルルルル！デスバイネンの叫びを聞け                 | 川崎ヒロユキ        | 大塚隆寛          | 大塚隆寛            | 齋藤宗了 楠本祐子 Jang Hee kyu                                                                                               | 大久保美香                                                           | 2月3日         |
| 第96話  | 危うし！迫り来る闇                                   | 福島直浩            | 熊本健士          | 小坂春女            | 渡部圭祐 石橋有希子 吉岡佳広 三浦かおる                                                                                      | 渡部圭祐                                                             | 2月10日        |
| 第97話  | 復讐の炎                                             | 福島直浩            | 大庭秀昭          | 大庭秀昭            | 滝口弘喜 杉山直輝 Jang Min Ho                                                                                                | ウクレレ善似郎 大久保美香 松﨑正                                     | 2月17日        |
| 第98話  | ビースト覚醒!?                                       | 鈴木洋介            | 高本宣弘          | 佐々木達也          | Jeon Jong Min Min Hyun Sook HANIL ANIMATION                                                                                  | 渡部圭祐 楠本祐子 ウクレレ善似郎 松﨑正                              | 2月24日        |
| 第99話  | 最終第七戦スタート！                                 | 藤田伸三            | 島津裕行          | 金旼宣              | Lee sok yun Kim Hyun Ok | 竹内啓                                                               | 3月2日         |
| 第100話 | ライバル決戦！タイガVS龍二                           | 山下憲一            | 園田雅裕          | 園田雅裕            | 堀越久美子 齋藤崇了 Go Gyoung Nam Han Jung Y                                                                                 | 渡部圭佑 益田有希子 大久保美香                                       | 3月9日         |
| 第101話 | DGSの終焉                                            | 葛原秀治            | 成田歳法          | 安江菜津美          | Lee jong kyong 渡辺伸弘 服部憲知                                                                                             | 安食圭                                                               | 3月16日        |
| 第102話 | 王者決定戦！タイガVSマツハラ                         | 藤田伸三            | 高本宣弘          | 大野和寿            | Lim Keun Soo Jang Her kyu HANIL ANIMATION 楠本祐子 松﨑正                                                                    | 大久保美香 ウクレレ善似郎                                            | 3月23日        |
| 第103話 | キング・オブ・パズドラ                               | 藤田伸三            | 亀垣一            | 大塚隆寛            | 渡部圭祐 滝口弘喜 齋藤崇了 杉山直輝 遠藤正明 堀越久美子 益田有希子                                                           | 渡部圭祐                                                             | 3月30日        |
| 第104話 | パズドラバトル！トラゴンVSホイップ                   | 藤田伸三            | 高本宣弘          | 川西泰二            | 石橋有希子 宇都木勇 | 安食圭                                                               | 4月11日        |
| 第105話 | タイガ記憶喪失になる！                               | 葛原秀治            | 島津裕行          | 川西泰二            | 渡辺伸弘 吉岡佳広 | きすいだけね                                                         | 5月30日        |
| 第106話 | トラゴンのパズドラ塾                                 | 葛原秀治            | 高本宣弘          | 大庭秀昭            | Lim Keun Soo Park Hoon Kim Hyung il                                                                                          | 大久保美香 松﨑正                                                    | 6月6日         |
| 第107話 | 徹底解説！これがスキルだ                             | 福島直浩            | 大庭秀昭          | 大庭秀昭            | Kwon Oh sik Kim Kyung ho Oh Eun soo                                                                                          | 渡部圭祐 楠本祐子 ウクレレ善似郎                                     | 6月13日        |
| 第108話 | リベンジマッチ！ヒビキの戦い                         | 福島直浩            | 熊本健士          | 金旼宣              | 橘尚美 石橋有希子 | 渡部圭祐 きすいだこね                                                | 6月20日        |
| 第109話 | 見えた！花草商店街の大予言                           | 山下憲一            | 若林厚史          | 金旼宣              | Lee Sok Yun Kim Hyun Ok | きすいだこね                                                         | 6月27日        |
| 第110話 | 源さんVSメロメロてっぱん焼き！                       | 鈴木洋介            | 島津裕行          | 久原謙一            | HANIL ANIMATION 齊藤崇了 | 渡部圭祐 大久保美香 益田有希子                                       | 7月4日         |
| 第111話 | 恐怖の診察室・Pクリニック！                          | 葛原秀治            | 成田歳法          | 大野和寿            | 齊藤崇了 Jang Min Ho | 楠本祐子                                                             | 7月11日        |
| 第112話 | 怪奇！池の秘密                                       | 山下憲一            | 高本宣弘          | 安江菜津美          | Lee jong kyong | 安食圭                                                               | 7月18日        |
| 第113話 | トラゴン大誘拐                                       | 鈴木洋介            | 影山楙倫          | 安江菜津美          | Lee jong kyong | 安食圭                                                               | 7月25日        |
| 第114話 | 龍二のあぶないラブレター!?                           | 峰岸瞳              | 大塚隆寛          | 大塚隆寛            | 堀越久美子 松﨑正 | -                                                                    | 8月1日         |
| 第115話 | つかさ庶民に学ぶ！                                   | 福島直浩            | 成田歳法          | 大塚隆寛            | Go Gyoung Nam Han Jung Y | 大久保美香 楠本祐子                                                  | 8月8日         |
| 第116話 | さらば宿敵よ                                         | 葛原秀治            | 影山楙倫          | 川西泰二            | 渡辺伸弘 吉岡佳広 橘尚美 | きすいだこね                                                         | 8月15日        |
| 第117話 | 無人島の宇宙人!?                                     | 山下憲一            | 高本宣弘          | 川西泰二            | 渡部圭祐 青野厚司 岩﨑令奈 長橋研太 服部一郎                                                                                 | 渡部圭祐 石橋有希子                                                  | 8月22日        |
| 第118話 | 商店街が寒いゾウ！                                   | 山野辺一記 藤田伸三 | 園田雅裕          | 園田雅裕            | HANIL ANIMATION | ウクレレ善似郎 益田有希子 大久保美香 村松尚雄                        | 8月29日        |
| 第119話 | 華麗！ロックスター七変化                             | 峰岸瞳              | 大庭秀昭          | 園田雅裕            | 滝口弘喜 | -                                                                    | 9月5日         |
| 第120話 | 我らゴッド戦隊オーディンズ！                         | 冨田頼子            | 成田歳法          | 金旼宣              | 橘尚美 | きすいだこね                                                         | 9月12日        |
| 第121話 | 花草町時間凍結作戦                                   | 福島直浩            | 島津裕行          | 金旼宣              | Kim Hyun Ok Lee Sok yun | きすいだこね                                                         | 9月19日        |
| 第122話 | プロチーム戦！パズドラ部VS新鮮組                     | 藤田伸三            | 浅見隆司          | 浅見隆司            | Lim Keun soo | 楠本祐子 ウクレレ善似郎 松﨑正 益田有希子 岩永悦宜                   | 9月26日        |
| 第123話 | 諭吉プロ孤軍奮闘！                                   | 藤田伸三            | 高本宣弘          | 浅見隆司            | Kwon Oh sik | ウクレレ善似郎 楠本祐子 松﨑正 岩永悦宜                              | 10月4日        |
| 第124話 | 新スポンサー決定!?                                   | 藤田伸三            | 島津裕行          | 安江菜津美          | Lee Jong Kyong | 安食圭                                                               | 10月11日       |
| 第125話 | 熱愛発覚!?アイドルの真実                             | 山下憲一            | 成田歳法          | 安江菜津美          | 石橋有希子 Kim Hyun Ok Sim Myung Joo                                                                                         | 渡部圭祐 安食圭                                                      | 10月18日       |
| 第126話 | A・Iの奇跡                                           | 鈴木洋介            | 大庭秀昭          | 大庭秀昭            | 齋藤宗了 Jang Min Ho | 大久保美香                                                           | 10月25日       |
| 第127話 | ふしぎの国のさくら                                   | 葛原秀治            | 影山楙倫          | 大庭秀昭            | 渡部圭祐 齋藤宗了 HANIL ANIMATION                                                                                            | 渡部圭祐 益田有希子 ウクレレ善似郎                                   | 11月1日        |
| 第128話 | 恐怖！呪いの仮面                                     | 福島直浩            | 熊本健士          | 川西泰二            | 岩崎令奈 長橋研太 | 石橋有希子                                                           | 11月8日        |
| 第129話 | アメリカからの挑戦者                                 | 山下憲一            | 若林厚史          | 川西泰二            | Lee Jong Kyong | きすいだこね                                                         | 11月15日       |
| 第130話 | 釣り対決！タイガVSムサシ                             | 峰岸瞳              | 大塚隆寛          | 大塚隆寛            | Go Gyoung Nam Han Jung Y | 益田有希子 松﨑正 大久保美香                                         | 11月22日       |
| 第131話 | ハナマル満点！天才タイガ!!                           | 鈴木洋介            | 亀垣一            | 大塚隆寛            | 渡部圭祐 堀越久美子 | 渡部圭祐                                                             | 11月29日       |
| 第132話 | 諭吉キングになる!?                                   | 山下憲一            | 成田歳法          | 金旼宣              | 鷲田敏弥 斉藤千比呂 | きすいだこね                                                         | 12月6日        |
| 第133話 | 熱き料理人、燃次郎                                   | 福島直浩            | 高本宣弘          | 金旼宣              | 渡辺伸弘 吉岡佳広 橘尚美 | きすいだこね                                                         | 12月13日       |
| 第134話 | 監督退陣!?怒りのさくら                               | 北本瑠璃子          | 影山楙倫          | 浅見隆司            | RYU SEUNG HEE | 松﨑正 大久保美香 岩永悦宜                                           | 12月20日       |
| 第135話 | VSルート７！逆襲のハヤト                             | 峰岸瞳              | 浅見隆司          | 浅見隆司            | 滝口弘喜 齋藤宗了 | 楠本祐子                                                             | 12月27日       |
| 第136話 | トキと柏木 男たちの再会                              | 藤田伸三            | 亀垣一            | 安江菜津美          | 渡部圭祐 Sim Myung Joo | 渡部圭祐 益田有希子 安食圭                                           | 2021年 1月10日 |
| 第137話 | お気の毒商店街はカワイソウ!?                         | 葛原秀治            | 安江菜津美        | 安江菜津美          | Lee Jong Kyong | 安食圭                                                               | 1月17日        |
| 第138話 | 目覚めの森のビュート                                 | 藤田伸三            | 園田雅裕          | 園田雅裕            | Lim Keun soo Kwon Oh sik 益田有希子 楠本祐子                                                                                 | 楠本祐子                                                             | 1月24日        |
| 第139話 | ライバルは君だ！                                     | 藤田伸三            | 園田雅裕          | 園田雅裕            | Kwon Oh sik Shin Jae ik Kim Hyung il                                                                                         | 大久保美香 松﨑正 ウクレレ善似郎                                     | 1月31日        |
| 第140話 | 名探偵タイガ!?                                       | 阪上有紀子          | 高本宣弘          | 川西泰二            | 長橋研太 渡辺伸弘 橘尚美 | 石橋有希子                                                           | 2月7日         |
| 第141話 | 花草ST総選挙！                                       | 藤田伸三            | 成田歳法          | 川西泰二            | Lee Seok Yoon 橘尚美 | きすいだこね                                                         | 2月14日        |
| 第142話 | ビーストの帰還                                       | 鈴木洋介            | 成田歳法          | 浅見隆司            | Go Gyoung Nam Han Jung Y | 大久保美香 松﨑正 岩永悦宜                                           | 2月21日        |
| 第143話 | 胸キュン花草♡ロマンティック大計画                    | 森雄一郎            | 高本宣弘          | 浅見隆司            | 堀越久美子 RYU SEUNG HEE JO EUN KYOUNG                                                                                       | 堀越久美子 RYU SEUNG HEE                                             | 2月28日        |
| 第144話 | ご本人登場！チョコレートプラネット                   | 峰岸瞳              | 大塚隆寛          | 大塚隆寛            | Jang Hee kyu | 益田有希子 大久保美香 ウクレレ善似郎                                 | 3月7日         |
| 第145話 | 神崎シンの挑戦                                       | 福島直浩            | 高本宣弘          | 大塚隆寛            | 齊藤崇了 Kim Yeong chan | 楠本祐子 松﨑正 岩永悦宜                                             | 3月14日        |
| 第146話 | ニュービースト・マツハラ！                           | 山下憲一            | 園田雅裕          | 園田雅裕            | 滝口弘喜 RYU SEOUNG HEE | -                                                                    | 3月21日        |
| 第147話 | 虎と龍 決戦のとき！                                  | 葛原秀治            | 亀垣一            | 園田雅裕            | 渡部圭祐 堀越久美子 | 渡部圭祐                                                             | 3月28日        |
| 第148話 | トラゴン半生を語る                                   | 藤田伸三            | 高本宣弘          | 川西泰二            | 橘尚美 | 石橋有希子                                                           | 4月4日         |
| 第149話 | アラシを呼ぶタイガ！                                 | 山下憲一            | Royden B          | 川西泰二            | 橘尚美 有泉洋子 Sim Myung Joo Park Hey Ran Lee Seok Yoon                                                                     | 安食圭 吉岡佳広                                                      | 4月11日        |
| 第150話 | 猿の集落！失われたホイップ                           | 鈴木洋介            | 高本宣弘          | 浅見隆司            | 堀越久美子 松﨑正 | Jang Hee kyu                                                         | 4月18日        |
| 第151話 | ナレーターの謎を追え！                               | 藤田伸三            | 成田歳法          | 浅見隆司            | Kwon Oh sik Kim Yoon jung Won Chang hee 齊藤崇了                                                                             | 大久保美香                                                           | 4月25日        |
| 第152話 | さくら熱戦！スイーツコンテスト                       | 峰岸瞳              | 安江菜津美        | 安江菜津美          | 渡部圭祐 岩崎令奈 長橋研太                                                                                                   | 石橋有希子                                                           | 5月2日         |
| 第153話 | キング・オブ・食いだおれの街                         | 藤田伸三            | 高本宣弘          | 安江菜津美          | Lee Jong Kyong | 益田有希子 吉岡佳広                                                  | 5月9日         |
| 第154話 | ニャドラの家出                                       | 峰岸瞳              | Royden B          | 金旼宣              | Lee Sang Jin | 石橋有希子 橘尚美 大久保美香                                         | 5月16日        |
| 第155話 | 正々堂々！SPY大作戦                                  | 鈴木洋介            | 成田歳法          | 金旼宣              | 橘尚美 渡辺伸弘 Jang young sun Park Hey Ran                                                                                  | 石橋有希子 橘尚美                                                    | 5月23日        |
| 第156話 | 監督の恋                                             | 山下憲一            | 園田雅裕          | 大塚隆寛            | 滝口弘喜 松﨑正 | 渡部圭祐                                                             | 5月30日        |
| 第157話 | 恐怖！りん軍団襲来                                   | 藤田伸三            | 大塚隆寛          | 大塚隆寛            | 齊藤崇了 | 益田有希子                                                           | 6月6日         |
| 第158話 | タイガがトラゴン!?                                   | 葛原秀治            | 高本宣弘          | 川西泰二            | 渡辺伸弘 有泉洋子 橘尚美 | 吉岡佳広                                                             | 6月13日        |
| 第159話 | チャレンジ！ヒビキ                                   | 藤田伸三            | 成田歳法          | 川西泰二            | Lee Jong Kyong | 安食圭 吉岡佳広                                                      | 6月20日        |
| 第160話 | 新たなるプロゲーマー                                 | 藤田伸三            | 高本宣弘          | 園田雅裕            | Lim Keun soo Kwon Oh sik 堀越久美子                                                                                          | 堀越久美子 大久保美香 楠本祐子                                       | 6月27日        |
| 第161話 | 大改造！源さんマシン                                 | 山下憲一            | 園田雅裕          | 園田雅裕            | Kwon Oh sik Lim Keun soo 堀越久美子                                                                                          | 益田有希子 松﨑正 楠本祐子                                           | 7月4日         |
| 第162話 | おねしょはないしょ                                   | 峰岸瞳              | 成田歳法          | 金旼宣              | Lee Sang Jin | 渡部圭祐 安食圭                                                      | 7月11日        |
| 第163話 | 夏夏夏夏夏合宿！                                     | 山下憲一            | Royden B          | 安江菜津美          | Sim Myung Joo Park Hey Ran                                                                                                   | 石橋有希子 橘尚美                                                    | 7月18日        |
| 第164話 | 卓球×パズドラ×水泳                                   | 山下憲一            | ユキヒロマツシタ  | 安江菜津美          | 和田和也 渡辺伸弘 橘尚美 | 吉岡佳広                                                             | 7月25日        |
| 第165話 | 大会開幕！集えプロゲーマー                           | 葛原秀治            | 鵜飼ゆうき        | 金旼宣              | 岩崎令奈 有泉洋子 橘尚美 | 石橋有希子                                                           | 8月1日         |
| 第166話 | 神崎シンに迫る牙                                     | 鈴木洋介            | 高本宣弘          | 村田光              | 益田有希子 滝口弘喜 松﨑正                                                                                                   | -                                                                    | 8月8日         |
| 第167話 | 龍二と諭吉の下克上！                                 | 福嶋幸典            | ユキヒロマツシタ  | 村田光              | 齊藤崇了 | 渡部圭祐                                                             | 8月15日        |
| 第168話 | 獅子レディの策略                                     | 青木由香            | 成田歳法          | 川西泰二            | Lee Jong Kyong | 安食圭 吉岡佳広                                                      | 8月22日        |
| 第169話 | 野獣VS獅子！                                         | 山下健一            | 高本宣弘          | 川西泰二            | Sim Myung Joo Park Hey Ran                                                                                                   | 渡部圭祐 石橋有希子 橘尚美                                           | 8月29日        |
| 第170話 | 決勝戦！タイガVS獅子マスク                           | 藤田伸三            | 亀垣一            | 大塚隆寛            | 益田有希子 堀越久美子 | -                                                                    | 9月5日         |
| 第171話 | 判明！レオの正体                                     | 藤田伸三            | 大塚隆寛          | 大塚隆寛            | Lim Keun soo 大久保美香 楠本祐子 齊藤崇了                                                                                    | 大久保美香 楠本祐子 益田有希子 松﨑正                                | 9月12日        |
| 第172話 | 黒龍王・ブラックトラゴン                             | 青木由香            | 成田歳法          | 金旼宣              | Lee Jong Kyong | 石橋有希子                                                           | 9月19日        |
| 第173話 | さくらの美美美バトル！                               | 山下憲一            | ユキヒロマツシタ  | 松本マサユキ        | 渡辺伸弘 有泉洋子 | 渡部圭祐 吉岡佳広 石橋有希子                                         | 9月26日        |
| 第174話 | 光の星導機・オルファリオン                           | 葛原秀治            | 高本宣弘          | 浅見隆司            | 和田卓也 | 安食圭                                                               | 10月3日        |
| 第175話 | アントレプレナー徳沢諭吉！                           | 福嶋幸典            | ユキヒロマツシタ  | 浅見隆司            | 橘尚美 | 石橋有希子 益田有希子                                                | 10月10日       |
| 第176話 | 開催！恐怖のフェス                                   | 高木聖子            | 園田雅裕          | 園田雅裕            | MARU ANIMATION Kwon Oh sik Lim Keun soo 齊藤崇了 益田有希子                                                                  | 渡部圭祐 齊藤崇了 松﨑正                                             | 10月17日       |
| 第177話 | 押しかけ忍者 服部半蔵!?                              | 福島直浩            | 成田歳法          | 園田雅裕            | 齊藤崇了 滝口弘喜 MARU ANIMATION Kwon Oh sik Lim Keun soo                                                                    | 大久保美香 堀越久美子                                                | 10月24日       |
| 第178話 | 獅子だこ対シャッター商店街                           | 青木由香            | Royden B          | 川西泰二            | Lee Jong Kyong | 渡部圭祐 吉岡佳広 石橋有希子 安食圭                                  | 10月31日       |
| 第179話 | メタトロンのクイズでドン！                           | 峰岸瞳              | 高本宣弘          | 川西泰二            | Park Hey Ran Yoo Hye Jung 橘尚美                                                                                             | 石橋有希子 橘尚美                                                    | 11月7日        |
| 第180話 | 親子対決！明石屋の戦い                               | 山下憲一            | 大塚隆寛          | 大塚隆寛            | 堀越久美子 松﨑正 | 益田有希子                                                           | 11月14日       |
| 第181話 | 盗まれた心                                           | 福嶋幸典            | ユキヒロマツシタ  | 大塚隆寛            | 松﨑正 大久保美香 Kwon Oh sik                                                                                                | 益田有希子                                                           | 11月28日       |
| 第182話 | モデル対決！マタタビの罠                             | 葛原秀治            | ユキヒロマツシタ  | 高本宣弘 金旼宣     | 渡辺伸弘 有泉洋子 | 安食圭                                                               | 12月5日        |
| 第183話 | 冬冬冬冬冬合宿！えっ雪女!?                           | 山下憲一            | Royden B          | 高本宣弘 金旼宣     | Lee Jong Kyong | 渡部圭祐 石橋有希子                                                  | 12月12日       |
| 第184話 | 開催！玉龍杯ふたたび                                 | 福島直浩            | 成田歳法          | 浅見隆司            | 橘尚美 | 吉岡佳広                                                             | 12月19日       |
| 第185話 | 開幕戦！タイガVS龍二                                 | 藤田伸三            | 高本宣弘          | 浅見隆司            | Sim Myung Joo Park Hey Ran 石橋有希子                                                                                        | 石橋有希子 橘尚美                                                    | 12月26日       |
| 第186話 | 獅子の対決！レオVSみなみ                             | 高木聖子            | 村田光            | 村田光              | 益田有希子 齊藤崇了 Kwon Oh sik                                                                                              | 楠本祐子 松﨑正                                                      | 2022年 1月9日  |
| 第187話 | 神に愛されし者 タイガVSシン                          | 峰岸瞳              | 高本宣弘 亀垣一   | 村田光              | 益田有希子 堀越久美子 | -                                                                    | 1月16日        |
| 第188話 | 燃えるレオVS怒りの神崎シン！                         | 青木由香            | 成田歳法          | 川西泰二            | Lee Jong Kyong | 安食圭                                                               | 1月23日        |
| 第189話 | 無敗対決！マツハラVSレオ                             | 藤田伸三            | ユキヒロマツシタ  | 川西泰二            | 和田卓也 橘尚美 | 石橋有希子                                                           | 1月30日        |
| 第190話 | 獅子に挑め！龍二VSレオ                               | 福嶋幸典            | 大塚隆寛          | 大塚隆寛            | Kwon Oh sik 大久保美香 益田有希子                                                                                            | 益田有希子 大久保美香 松﨑正                                         | 2月6日         |
| 第191話 | 大接戦！崖っぷちのタイガ                             | 高木聖子            | 大塚隆寛          | 大塚隆寛            | 堀越久美子 楠本祐子 益田有希子                                                                                               | 齊藤崇了                                                             | 2月13日        |
| 第192話 | 密着！女副社長VSアイドル                             | 山下憲一            | 高本宣弘          | 金旼宣              | 渡辺伸弘 有泉洋子 | 吉岡佳広                                                             | 2月20日        |
| 第193話 | 花形対決！レオVS王城                                 | 福島直浩            | 鵜飼ゆうき        | 金旼宣              | Kim Hyun Ok Sim Myung Joo | 石橋有希子 橘尚美                                                    | 2月27日        |
| 第194話 | トラゴンVSブラックトラゴン！                         | 青木由香            | 成田歳法          | 浅見隆司            | Lee Jong Kyong | 安食圭                                                               | 3月6日         |
| 第195話 | ダブルビースト！龍二VSマツハラ                       | 峰岸瞳              | 亀垣一            | 浅見隆司            | 益田有希子 橘尚美 | 益田有希子 吉岡佳広                                                  | 3月13日        |
| 第196話 | 大波乱 ともえ戦！                                    | 葛原秀治            | 園田雅裕          | 園田雅裕            | 齋藤崇了 益田有希子 堀越久美子 MARU ANIMATION Kwon Oh sik                                                                    | 楠本祐子 大久保美香 松﨑正                                           | 3月20日        |
| 第197話 | 灼熱の激突！タイガVSレオ                             | 藤田伸三            | 高本宣弘          | 川西泰二            | 石橋有希子 渡辺伸弘 江森真理子 有泉洋子 Sim Myung Joo                                                                        | 石橋有希子                                                           | 3月27日        |
| 第198話 | 謎のプレイヤー 宇宙パズドラ!?                        | 山下憲一            | 高本宣弘          | 川西泰二            | 橘尚美 | 石橋有希子                                                           | 4月3日         |
| 第199話 | 人生最後のパズドラバトル                             | 福嶋幸典            | 成田歳法          | 浅見隆司            | 和田卓也 | 吉岡佳広                                                             | 4月10日        |
| 第200話 | 進撃の巨大トラゴン                                   | 青木由香            | ユキヒロマツシタ  | 浅見隆司            | Park Hey Ran Sim Myung Joo Lee Jong Kook                                                                                     | 石橋有希子                                                           | 4月17日        |
| 第201話 | 忘れえぬ恋の花                                       | 高木聖子            | 高本宣弘          | 大塚隆寛            | Lee Jong Kyong | 安食圭                                                               | 4月24日        |
| 第202話 | タコの星からこんにちは                               | 葛原秀治            | Royden B          | 大塚隆寛            | Lee Jong Kyong 石橋有希子 安食圭 渡辺伸弘 有泉洋子 橘尚美                                                                    | 石橋有希子                                                           | 5月1日         |
| 第203話 | 幸せを呼ぶ赤いパンツ!?                               | 青木由香            | 成田歳法          | 境橋渡              | Kwon Oh sik Park Hoon Kim Si won                                                                                             | 吉岡佳広                                                             | 5月8日         |
| 第204話 | デリシャス♡さくらのクッキー                          | 佐藤寿昭            | Royden B          | 境橋渡              | Ho Sung Jin Lee Sang Jin Lee Jong Man                                                                                        | 石橋有希子                                                           | 5月15日        |
| 第205話 | エビでタイがやってきた！                             | 峰岸瞳              | 内藤明吾          | 川西泰二            | Lee Jong Kook Lee Seok Yoon Sim Myung Joo Yoo Hye Jung Park Hye Ran                                                          | 石橋有希子                                                           | 5月22日        |
| 第206話 | わくわく！ドロップ楽園                               | 高木聖子            | 高本宣弘          | 川西泰二            | 渡辺伸弘 江森真理子 有泉洋子 橘尚美                                                                                          | 安食圭                                                               | 5月29日        |
| 第207話 | 未来から来たマゴ                                     | 葛原秀治            | 浅見隆司          | 浅見隆司            | Ho Sung Jin Lee Jong Man Lee Sang Jin                                                                                        | 石橋有希子                                                           | 6月5日         |
| 第208話 | 龍二先生の書道教室                                   | 福嶋幸典            | ユキヒロマツシタ  | 浅見隆司            | 和田卓也 | 吉岡佳広 石橋有希子                                                  | 6月12日        |
| 第209話 | 行くぜ！パズドラ宇宙大会!!                           | 山下憲一            | 成田歳法          | 園田雅裕            | 橘尚美 | 安食圭                                                               | 6月19日        |
| 第210話 | 宇宙対決！タイガVSギンガ                             | 山下憲一            | 園田雅裕          | 園田雅裕            | Shim Myeong Ju 橘尚美 Lee Jong Guk                                                                                           | 石橋有希子                                                           | 6月26日        |
| 第211話 | 宇宙プロゲーマー誕生！                               | 山下憲一            | 高本宣弘          | 大塚隆寛            | Lee Jong Kyong 江森真理子 | 安食圭 益田有希子                                                    | 7月3日         |
| 第212話 | 地球代表オーディション！                             | 高木聖子            | Royden B          | 大塚隆寛            | Lee Jong Kyong 吉岡佳広 | 吉岡佳広                                                             | 7月10日        |
| 第213話 | 選抜戦サバイバル！                                   | 福嶋幸典            | 内藤明吾          | 月野正志            | 羽野広範 臼田美夫 zhao qing yun WU CUN JIE LI ZHENG FENG SHAO MINGLIANG Zhao Xiao Chuan Wang Min Chen Lingling Jiang Hai Hua | 石橋有希子 橘尚美                                                    | 7月17日        |
| 第214話 | 地球代表チーム結成！                                 | 佐藤寿昭            | ユキヒロマツシタ  | 川西泰二            | Kwon Oh Sik Jang Hee Kyu | 安食圭                                                               | 7月24日        |
| 第215話 | 宇宙への旅立ち                                       | 青木由香            | 鵜飼ゆうき 亀垣一 | 川西泰二            | 渡辺伸弘 江森真理子 有泉洋子 橘尚美                                                                                          | 吉岡佳広                                                             | 7月31日        |
| 第216話 | 宇宙戦艦ハナクサ!?                                   | 山下憲一            | 高本宣弘          | 白石道太            | 西川真人 | 石橋有希子 益田有希子                                                | 8月7日         |
| 第217話 | めざせ！宇宙で大繁盛                                 | 福嶋幸典            | 成田歳法 亀垣一   | 佐藤友一            | Lee Jong Man | 渡部圭祐 石橋有希子                                                  | 8月14日        |
| 第218話 | 仕入れへGO！未知の惑星                               | 葛原秀治            | 内藤明吾          | 栗山美秀            | Lee Seok Yoon | 安食圭 吉岡佳広                                                      | 8月21日        |
| 第219話 | 寄生生命体Xの恐怖！                                  | 佐藤寿昭            | Royden B          | 栗山美秀            | Shim Myeong Ju | 吉岡佳広                                                             | 8月28日        |
| 第220話 | 水の惑星のエンペラー                                 | 青木由香            | 鵜飼ゆうき        | 川西泰二            | 橘尚美 | 石橋有希子                                                           | 9月4日         |
| 第221話 | 龍二VSリュウジャナイ星人！                           | 青木由香            | 鵜飼ゆうき        | 川西泰二            | 江森真理子 有泉洋子 Geng Song Lee Jong Man                                                                                   | 石橋有希子                                                           | 9月11日        |
| 第222話 | 宇宙海賊あらわる！                                   | 高木聖子            | 大塚隆寛          | 大塚隆寛            | Lee Jong Kyong | 安食圭                                                               | 9月18日        |
| 第223話 | 海賊のゆく道                                         | 高木聖子            | 成田歳法          | 大塚隆寛            | Lee Jong Kyong | 安食圭                                                               | 9月25日        |
| 第224話 | 宇宙のヒーロー コニャモン星人！                      | 福嶋幸典            | 内藤明吾          | 栗山美秀            | 渡辺伸弘 橘尚美 有泉洋子 江森真理子                                                                                          | 石橋有希子 益田有希子                                                | 10月2日        |
| 第225話 | さらばレオ                                           | 福嶋幸典            | 内藤明吾          | 栗山美秀            | Lee Jung Pil Ho Sung Jin | 石橋有希子 益田有希子                                                | 10月9日        |
| 第226話 | ほのかと宇宙アイドルの星                             | 峰岸瞳              | ユキヒロマツシタ  | 境橋渡              | Lee Dong Ik Park Hye Ran Lee Seok Yoon                                                                                       | 安食圭                                                               | 10月16日       |
| 第227話 | 奇跡の歌声！究極のアイドル                           | 峰岸瞳              | 高本宣弘          | 境橋渡              | Lee Sang Jin Ho Sung Jin Lee Jung Pil 橘尚美                                                                                 | 渡部圭祐 吉岡佳広                                                    | 10月23日       |
| 第228話 | 燃える故郷アッチアチ星                               | 山下憲一            | 成田歳法          | 川西泰二            | Shim Myeong Ju Kang Min Young Shin En Ju Lee Jong Kook                                                                       | 益田有希子 石橋有希子                                                | 10月30日       |
| 第229話 | 星を継ぐ王                                           | 山下憲一            | 鵜飼ゆうき        | 川西泰二            | Kwon Oh Sik Chae Gwang Han                                                                                                   | 益田有希子 石橋有希子                                                | 11月6日        |
| 第230話 | 脱出せよ！トラゴンの大冒険                           | 佐藤寿昭            | Royden B          | 園田雅裕            | Lee Jong Kyong | 安食圭                                                               | 11月13日       |
| 第231話 | タイガ奪還大作戦！                                   | 高木聖子            | 内藤明吾          | 園田雅裕            | Lee Jong Kyong | 吉岡佳広                                                             | 11月20日       |
| 第232話 | 妖しき刺客 ウイローだがね！                          | 葛原秀治            | ユキヒロマツシタ  | 栗山美秀            | 橘尚美 | 橘尚美                                                               | 11月27日       |
| 第233話 | ドケチな財務大臣 ユケチ！                            | 青木由香            | 成田歳法          | 栗山美秀            | 渡辺伸宏 江森真理子 有泉洋子 Geng Song                                                                                       | 石橋有希子                                                           | 12月4日        |
| 第234話 | ギンガを救え！タイガVSボイド                         | 山下憲一            | 園田雅裕          | 佐藤清光            | Lee Dong Ik Lee Jong Kook Kim Hyeon Ok                                                                                       | 安食圭 吉岡佳広                                                      | 12月11日       |
| 第235話 | 予選開幕！タイガのいないパズドラ部                   | 福嶋幸典            | ユキヒロマツシタ  | 佐藤清光            | Hue Hye Jung Park Hye Ran Lee Seok Yoon                                                                                      | 吉岡佳広                                                             | 12月18日       |
| 第236話 | 瀑流ウォーターボーイズ！                             | 高木聖子            | 成田歳法          | 門間和弥            | Lee Sang Jin Lee Jong Man | 石橋有希子                                                           | 12月25日       |
| 第237話 | 参戦！真・地球代表                                   | 佐藤寿昭            | 内藤明吾          | 一居一平            | Ho Sung Jin Lee Jung Pil | 石橋有希子                                                           | 2023年 1月8日  |
| 第238話 | 宇宙豪族ソガノイルカ                                 | 葛原秀治            | 高本宣弘          | 川西泰二            | Lee Jong Kyong | 安食圭                                                               | 1月15日        |
| 第239話 | 神崎シンの鬼退治                                     | 青木由香            | 亀垣一            | 川西泰二            | 服部憲知 舘崎大 武智敏光 石田千夏                                                                                            | 渡部圭祐 吉岡佳広                                                    | 1月22日        |
| 第240話 | 宇宙プロゲーマー大集結！                             | 峰岸瞳              | ユキヒロマツシタ  | 大塚隆寛            | Lee Jong Kyong | 石橋有希子                                                           | 1月29日        |
| 第241話 | 決戦前夜！ギンガの長い一日                           | 山下憲一            | 大塚隆寛          | 大塚隆寛            | 橘尚美 渡辺伸弘 江森真理子 有泉洋子                                                                                          | 石橋有希子                                                           | 2月5日         |
| 第242話 | 登場！ボイドとロイヤルクロス                         | 福嶋幸典            | 内藤明吾          | 栗山美秀            | Chi Mee Joung Lee Yeong Mi Yoon Hui Yeong                                                                                    | 安食圭                                                               | 2月12日        |
| 第243話 | 伝説の知将 ダスクという男                            | 高木聖子            | 内藤明吾          | 栗山美秀            | Lee Dong Ik Lee Seok Yoon Shim Myeong Ju                                                                                     | 渡部圭祐 吉岡佳広                                                    | 2月19日        |
| 第244話 | 美しき剣 親衛隊長リップ                              | 佐藤寿昭            | 鵜飼ゆうき        | 境橋渡              | Ho Sung Jin Lee Jong Man | 石橋有希子                                                           | 2月26日        |
| 第245話 | 運命の宇宙兄弟対決！                                 | 青木由香            | 成田歳法          | 境橋渡              | Lee Sang Jin Lee Jung Phil                                                                                                   | 石橋有希子                                                           | 3月5日         |
| 第246話 | 兄を越えろ！反撃のスーパーノヴァ                     | 葛原秀治            | 内藤明吾          | 園田雅裕            | 益田有希子 Lee Jong Kyong | 益田有希子 安食圭                                                    | 3月12日        |
| 第247話 | 氷の乱入者！                                         | 山下憲一            | 高本宣弘          | 園田雅裕            | 益田有希子 Lee Jong Kyong | 益田有希子 吉岡佳広                                                  | 3月19日        |
| 第248話 | 大繁盛！ムサシの宇宙かつおぶし                       | 園田雅裕            | ユキヒロマツシタ  | 川西泰二            | 有泉洋子 江森真理子 長橋研太 高原修司 竹内昭 Geng Song                                                                       | 石橋有希子                                                           | 3月26日        |
| 第249話 | 兄弟星 アッチアチ星とヒヤヒヤ星                      | 福嶋幸典            | 成田歳法          | 川西泰二            | 橘尚美 橋本淳稔 Geng Song | 石橋有希子                                                           | 4月2日         |
| 第250話 | 極寒！氷の城にたどりつけ！                           | 佐藤寿昭            | 内藤明吾          | 栗山美秀            | Lee Jong Kook Shim Myeong Ju                                                                                                 | 安食圭                                                               | 4月9日         |
| 第251話 | ヒヤヒヤ城のアワりん軍団！                           | 青木由香            | ユキヒロマツシタ  | 栗山美秀            | Lee Seok Yoon Heo Hye Jung Shin En Ju Lee Jong Kook Park Mi Hyeon                                                            | 吉岡佳広                                                             | 4月16日        |
| 第252話 | 最強の敵 龍二！                                      | 葛原秀治            | 大塚隆寛          | 大塚隆寛            | Lee Jung Phil Lee Jong Man                                                                                                   | 渡部圭祐 石橋有希子                                                  | 4月23日        |
| 第253話 | ボイドの真実                                         | 高木聖子            | 内藤明吾          | 大塚隆寛            | Ho Sung Jin Lee Sang Jin | 石橋有希子 桜井正明                                                  | 4月30日        |
| 第254話 | 燃えたぎる炎！ギンガVSボイド                         | 山下憲一            | 成田歳法          | ハラダツルギ        | Lee Jong Kyong | 安食圭                                                               | 5月7日         |
| 第255話 | ハナクサ大爆発30分前！                               | 峰岸瞳              | 内藤明吾          | ハラダツルギ        | Lee Jong Kyong | 吉岡佳広                                                             | 5月14日        |
| 第256話 | 女王イスベルグ降臨！                                 | 福嶋幸典            | 福島宏之          | 境橋渡              | Shin En Ju Lee Seok Yoon Lee Jong Kook Kim Hyeon Ok                                                                          | 石橋有希子                                                           | 5月21日        |
| 第257話 | 炎と氷の約束                                         | 佐藤寿昭            | 高本宣弘          | 境橋渡              | Lee Seok Yoon Lee Jong Kook Heo Hye Jung 長橋研太 橘尚美 有泉洋子                                                            | 渡部圭祐 桜井正明                                                    | 5月28日        |
| 第258話 | 灼熱！リップの想い                                   | 青木由香            | 福島宏之          | 川西泰二            | Lee Jong Man Lee Sang Jin Lee Jung Phil                                                                                      | 安食圭                                                               | 6月4日         |
| 第259話 | いざ突入！火水の洞窟                                 | 高木聖子            | Royden B          | 川西泰二            | Lee Sang Jin Lee Jung Phil Ho Sung Jin                                                                                       | 吉岡佳広                                                             | 6月11日        |
| 第260話 | 創壊神・ブラフマー＝ドラゴン                         | 葛原秀治            | 園田雅裕          | 園田雅裕            | 高原修司 橋本淳稔 橘尚美 | 石橋有希子                                                           | 6月18日        |
| 第261話 | 総力戦！アッチアチの最終バトル!!                     | 山下憲一            | 高本宣弘          | 園田雅裕            | 益田有希子 竹内昭 長橋研太 江森真理子 有泉洋子                                                                               | 益田有希子 石橋有希子                                                | 6月25日        |
| 第262話 | ただいま地球！ハナクサ着陸大作戦                     | 佐藤寿昭            | 成田歳法          | 小野田雄亮          | 清水雄介 徳倉栄一 | 安食圭                                                               | 7月2日         |
| 第263話 | パズドラ部 スタアになる！                            | 福嶋幸典            | 福島宏之          | 小野田雄亮          | 中谷藍 徳倉栄一 清水雄介 | 吉岡佳広                                                             | 7月9日         |
| 第264話 | タイガスランプ!?二天千枚返し                         | 高木聖子            | 内藤明吾          | 栗山美秀            | Shim Myeong Ju Lee Jong Kook Kim Young Sun                                                                                   | 石橋有希子                                                           | 7月16日        |
| 第265話 | マグロを見せるな！                                   | 青木由香            | 福島宏之          | 栗山美秀            | Shin En Ju Lee Seok Yoon Lee Jong Kook Kim Hyeon Ok 益田有希子                                                               | 石橋有希子 益田有希子                                                | 7月23日        |
| 第266話 | 飛び立て！花草町のご神木                             | 葛原秀治            | 内藤明吾          | 大塚隆寛            | Lee Jong Kyong | 安食圭                                                               | 7月30日        |
| 第267話 | トラゴンVS大怪獣パズラ                               | 山下憲一            | 大塚隆寛          | 大塚隆寛            | Lee Jong Kyong | 吉岡佳広                                                             | 8月6日         |
| 第268話 | 地球発！太陽系弾丸ツアー                             | 高木聖子            | 成田歳法          | 川西泰二            | 竹内昭 高原修司 長橋研太 陳暁蘭                                                                                              | 石橋有希子                                                           | 8月13日        |
| 第269話 | 美しき友情!?タコ助とみなみ                           | 福嶋幸典            | 内藤明吾          | 川西泰二            | 橘尚美 橋本淳稔 江森真理子 有泉洋子                                                                                          | 桜井正明                                                             | 8月20日        |
| 第270話 | 花草学園の怪談                                       | 青木由香            | 福島宏之          | ハラダツルギ        | Lee Sang Jin Ho Seong Jin Lee Jong Man Sin Yu Mi                                                                             | 安食圭                                                               | 8月27日        |
| 第271話 | ほのか密着24時！                                     | 佐藤寿昭            | 内藤明吾          | 生田幸那            | Lee Sang Jin Ho Seong Jin Lee Jong Man                                                                                       | 渡部圭祐 吉岡佳広                                                    | 9月3日         |
| 第272話 | スマホが流れただけニャのに                           | 園田雅裕            | 高本宣弘          | 栗山美秀            | Kim Young Sun Lee Jong Kook                                                                                                  | 石橋有希子                                                           | 9月10日        |
| 第273話 | でっちあげ！宇宙みやげ                               | 葛原秀治            | 成田歳法          | 栗山美秀            | Kim Young Sun Lee Seok Yoon Shin En Ju 益田有希子                                                                            | 桜井正明 石橋有希子                                                  | 9月17日        |
| 第274話 | 明石屋事件 新鮮組！                                  | 峰岸瞳              | 福島宏之          | 神谷マキ            | Lee Jong Kyong | 安食圭                                                               | 9月24日        |
| 第275話 | パズドラ世界大会開幕決定！                           | 高木聖子            | 影山楙倫          | 神谷マキ            | Lee Jong Kyong | 吉岡佳宏                                                             | 10月1日        |
| 第276話 | 総進撃！地球プロゲーマー                             | 福嶋幸典            | 福島宏之          | 川西泰二            | 長橋研太 江森真理子 橋本淳稔 有泉洋子 陳暁蘭 馬聡                                                                            | 石橋有希子 桜井正明                                                  | 10月8日        |
| 第277話 | 全米チャンピオン トム・ライトニング！                | 山下憲一            | 内藤明吾          | 川西泰二            | 橘尚美 竹内昭 高原修司 陳暁蘭 馬聡                                                                                           | 益田有希子 石橋有希子 桜井正明                                       | 10月15日       |
| 第278話 | タイガ初戦！火のトーナメント                         | 葛原秀治            | 成田歳法          | 高本宣弘            | 李周鉉 Song Jinyeong | 安食圭                                                               | 10月22日       |
| 第279話 | 欧州スパイチーム参戦！                               | 佐藤寿昭            | 高本宣弘          | 高本宣弘            | Min Hyeonsuk Cho Sohyeon Son Seonah                                                                                          | 吉岡佳広                                                             | 10月29日       |
| 第280話 | 見える少女リリィ！                                   | 青木由香            | 内藤明吾          | ハラダツルギ        | Lee Jae Min Lee Jong Man Ho Seong Jin Shin Yu Mi                                                                             | 石橋有希子                                                           | 11月5日        |
| 第281話 | 諭吉の地獄特訓！                                     | 山下憲一            | 福島宏之          | ハラダツルギ        | Lee Jae Min Lee Jong Man Ho Seong Jin Shin Yu Mi                                                                             | 橘尚美                                                               | 11月12日       |
| 第282話 | 水の準決勝 龍二 VS USA                               | 福嶋幸典            | 内藤明吾          | 栗山美秀            | Yuu Hui Sun Han Yeong Min Jang Hui Yeon Yeo Jeong Min Hwang You Seon Kim Jeong Rim Ko Seo Young                              | 安食圭                                                               | 11月19日       |
| 第283話 | 兄の戦い マツハラVSはがね                            | 高木聖子            | 影山楙倫          | 栗山美秀            | Bae Jaee Un Min Hyeon Suk Ahn Min Mi Kim Hyeon Ok Kim Dae Jung Lee Jong Kook                                                 | 吉岡佳宏                                                             | 11月26日       |
| 第284話 | 火の準決勝 帰ってきたハヤト！                        | 葛原秀治            | 福島宏之          | 小野田雄亮          | 清水雄介 徳倉栄一 | 安食圭                                                               | 12月3日        |
| 第285話 | 予言の正体 レオVSリリィ                              | 佐藤寿昭            | 内藤明吾          | 内山鶴美            | 中谷藍 徳倉栄一 清水雄介 | 吉岡佳広                                                             | 12月10日       |
| 第286話 | むにょごにょ！ローズVSほのか                         | 青木由香            | 影山楙倫          | ハラダツルギ        | Lee Jong Kyong | 安食圭                                                               | 12月17日       |
| 第287話 | がんばれ諭吉の準決勝！                               | 峰岸瞳              | 福島宏之          | 生田幸那            | Lee Jong Kyong | 吉岡佳宏                                                             | 12月24日       |
| 第288話 | 狙われたパズドラ部!?                                 | 園田雅裕            | 影山楙倫          | 大塚隆寛            | 白鳥広公 Lee Jong Kyong 勝谷優夏 夘野一郎                                                                                    | 石橋有希子                                                           | 2024年 1月7日  |
| 第289話 | 5色の決勝戦！                                        | 山下憲一            | 大塚隆寛          | 大塚隆寛            | 勝谷優夏 Ahn Min Mi | 石橋有希子                                                           | 1月14日        |
| 第290話 | 二龍激突！海王神VS冥黒神                             | 高木聖子            | 内藤明吾          | 川西泰二            | 益田有希子 橘尚美 | 安食圭                                                               | 1月21日        |
| 第291話 | 龍二VSマツハラ 決着                                  | 高木聖子            | 内藤明吾          | 川西泰二            | 益田有希子 橘尚美 江森真理子 有泉洋子                                                                                        | 益田有希子 吉岡佳広 松﨑正                                           | 1月28日        |
| 第292話 | 羽柴レオVS徳沢諭吉！                                 | 福嶋幸典            | 福島宏之          | ハラダツルギ        | Kim Hyeon Ok Shin En Ju Kim Dae Jung Kim Ung Gi                                                                              | 石橋有希子                                                           | 2月4日         |
| 第293話 | 天下分け目の光決戦！                                 | 葛原秀治            | 福島宏之          | ハラダツルギ        | Lee Seok Yoon Park Hye Ran Kang Min Young Kim Dae Jung                                                                       | 石橋有希子                                                           | 2月11日        |
| 第294話 | 神の子VSスパイチーム！                               | 佐藤寿昭            | 影山楙倫          | 栗山美秀            | 夘野一郎 | 安食圭                                                               | 2月18日        |
| 第295話 | シンVSユアン カウント・ワンの攻防                    | 佐藤寿昭            | 影山楙倫          | 栗山美秀            | 勝谷優夏 白鳥広公 Lee Jong kyong                                                                                             | 吉岡佳宏                                                             | 2月25日        |
| 第296話 | 火のファイナル・ゲーム                               | 山下憲一            | 内藤明吾          | 小野田雄亮          | 清水雄介 徳倉栄一 | 石橋有希子                                                           | 3月3日         |
| 第297話 | 絶景！二つのナイアガラ!!                             | 山下憲一            | 内藤明吾          | 小野田雄亮          | 清水雄介 中谷藍 徳倉栄一 | 益田有希子 石橋有希子                                                | 3月10日        |
| 第298話 | 地球最強の5人！                                      | 青木由香            | 福島宏之          | 生田幸那            | Lee Jong Kyong | 安食圭                                                               | 3月17日        |
| 第299話 | スタレと秘密のサイン                                 | 福嶋幸典            | 福島宏之          | ハラダツルギ        | Lee Jong Kyong | 吉岡佳宏                                                             | 3月24日        |
| 第300話 | 花草大感謝祭！                                       | 葛原秀治            | 内藤明吾          | 川西泰二            | 大河原烈 | 石橋有希子                                                           | 3月31日        |
| 第301話 | 新結成 パズドラ地球代表！                            | 山下憲一            | 高本宣弘          | 川西泰二            | 白鳥広公 | 渡部圭祐 石橋有希子                                                  | 4月7日         |
| 第302話 | トムと行く！ ナイアガラツアー                        | 佐藤寿昭            | 影山楙倫          | 大塚隆寛            | Lee Jong Kyong 有泉洋子 江森真理子                                                                                           | 安食圭 吉岡佳宏                                                      | 4月14日        |
| 第303話 | パズドラ部トキの山へ！                               | 青木由香            | 大塚隆寛          | 大塚隆寛            | 橘尚美 Lee Jong Kyong | 益田有希子 橘尚美                                                    | 4月21日        |
| 第304話 | リリィのキラキラ大作戦☆                              | 高木聖子            | 小林一三          | 矢島竜              | 西本真吾 金炅垠 じょま Qki 泉明宏                                                                                            | 益田有希子 石橋有希子                                                | 4月28日        |
| 第305話 | タイガと不思議な帽子                                 | 葛原秀治            | 小林一三          | 矢島竜              | 西本真吾 金炅垠 じょま Qki                                                                                                   | 石橋有希子                                                           | 5月5日         |
| 第306話 | パズドラ修行！ 諭吉の特訓マシン                      | 福嶋幸典            | 成田歳法          | 栗山美秀            | Kim Date Jung Kim Hyeon Ok Shin Eu Ju Lee Seok Yoon Woo Keum Young Park Hye Ran                                              | 安食圭                                                               | 5月12日        |
| 第307話 | ミッション・ティーパーティー                         | 佐藤寿昭            | 内藤明吾          | 栗山美秀            | Lee Seok Yoon Woo Keum Young                                                                                                 | 吉岡佳宏                                                             | 5月19日        |
| 第308話 | 宇宙から来た入門者                                   | 高木聖子            | 影山楙倫          | 小野田雄亮          | 清水雄介 中谷藍 徳倉栄一 | 石橋有希子                                                           | 5月26日        |
| 第309話 | 大事件！タイガ一日警察署長                           | 福嶋幸典            | 福島宏之          | 小野田雄亮          | 清水雄介 中谷藍 徳倉栄一 | 石橋有希子                                                           | 6月2日         |
| 第310話 | 爆売れ確定！代表推しグッズ                           | 佐藤寿昭            | 内藤明吾          | ハラダツルギ        | Lee Joung Kyoung | 安食圭                                                               | 6月9日         |
| 第311話 | 真夏の襲来！ ヨグ＝ソトース                          | 園田雅裕            | 高本宣弘          | ハラダツルギ        | Lee Joung Kyoung | 吉岡佳広                                                             | 6月16日        |
| 第312話 | 正直者とラクシュミー                                 | 峰岸瞳              | 亀垣一 福島宏之   | 生田幸那            | 白鳥広公 斎藤和也 | 渡部圭祐 益田有希子 石橋有希子                                       | 6月23日        |
| 第313話 | 地球代表監督はわたし                                 | 葛原秀治            | 影山楙倫          | 生田幸那            | 山縣クリカ 上條舞子 | 石橋有希子                                                           | 6月30日        |
| 第314話 | 空を翔ける勝負！                                     | 山下憲一            | 園田雅裕          | 大塚隆寛            | 橘尚美 Lee Joung Kyoung | 橘尚美                                                               | 7月7日         |
| 第315話 | 極めろ絆！ 相部屋トレーニング                        | 高木聖子            | 大塚隆寛          | 大塚隆寛            | 有泉洋子 江森真理子 舘崎大 後藤友里絵 服部憲知 斉藤和也 今野博司 杉山直輝 鄭又榮                                             | 安食圭 吉岡佳宏                                                      | 7月14日        |
| 第316話 | 宇宙船トクザワの怪                                   | 青木由香            | 小林一三          | 一居一平            | Kim Dae Jung Kim Hyeon Ok Shin En Ju Lee Seok Yoon Woo Keum Young                                                            | 石橋有希子                                                           | 7月21日        |
| 第317話 | タコ助 二度あることは…                               | 福嶋幸典            | 小林一三          | 佐藤清光            | Kim Dae Jung Kim Hyeon Ok Shin En Ju Lee Seok Yoon Woo Keum Young                                                            | 石橋有希子                                                           | 7月28日        |
| 第318話 | 宇宙を救え 救世主オレ！                              | 葛原秀治            | 影山楙倫          | 川西泰二            | 斉藤和也 髙橋諒悟 服部憲知 後藤友里絵 河原久美子 村上依理菜 柄谷綾子 橘尚美                                                  | 安食圭                                                               | 8月4日         |
| 第319話 | つかめライセンス！ 宇宙センゴクの星                  | 佐藤寿昭            | 内藤明吾          | 川西泰二            | 服部憲知 舘崎大 今野博司 大野勉 村上依理菜 溝渕美穂                                                                          | 吉岡佳広                                                             | 8月11日        |
| 第320話 | 到着！ ヨコノサビレ星                                | 青木由香            | 福島宏之          | 小野田雄亮          | 中谷藍 徳倉栄一 清水雄介 | 石橋有希子                                                           | 8月18日        |
| 第321話 | 宇宙大会予選スタート！                               | 山下憲一            | 内藤明吾          | 小野田雄亮          | 中谷藍 徳倉栄一 清水雄介 | 渡部圭祐 石橋有希子                                                  | 8月25日        |
| 第322話 | レオVS潤滑のバイオレット！                           | 福嶋幸典            | 影山楙倫          | 生田幸那            | Lee Seok Yoon | 安食圭                                                               | 9月1日         |
| 第323話 | シャイニング！ 絢爛のブルー                          | 高木聖子            | 福島宏之          | 生田幸那            | Kim Hyeon Ok Kim Dae Jung Park Hye Ran                                                                                       | 吉岡佳広                                                             | 9月8日         |
| 第324話 | 機械じかけのオレンジ                                 | 葛原秀治            | 高本宣弘          | ハラダツルギ        | Lee Joung Kyoung | 石橋有希子                                                           | 9月15日        |
| 第325話 | 神速のスカーレット                                   | 佐藤寿昭            | 内藤明吾          | ハラダツルギ        | Lee Joung Kyoung | 石橋有希子                                                           | 9月22日        |
| 第326話 | 諭吉帰還 宇宙大会デビュー！                          | 福嶋幸典            | 福島宏之          | 佐藤清光            | 大野勉 武智敏光 津幡佳明 西川真人 溝渕美穂                                                                                   | 安食圭                                                               | 9月29日        |
| 第327話 | 俺たちのチームコマンダー！                           | 高木聖子            | 影山楙倫          | 一居一平            | 石川健介 北村友幸 今野博司 後藤友里絵 館崎大 服部憲知                                                                        | 吉岡佳広                                                             | 10月6日        |
| 第328話 | 最強の助っ人でおじゃホエール！                       | 青木由香            | 高本宣弘          | 川西泰二            | Park Myoung Hun | 石橋有希子                                                           | 10月13日       |
| 第329話 | 鬼の星から来た奴ら                                   | 山下憲一            | 福島宏之          | 川西泰二            | Kim Dae Jung Kim Hyeon Ok Lee Seok Yoon                                                                                      | 石橋有希子                                                           | 10月20日       |
| 第330話 | 予選決勝！ ほのか入ります                            | 峰岸瞳              | 亀垣一            | 大塚隆寛            | 渡部圭祐 橘尚美 有泉洋子 Lee Joung Kyoung                                                                                    | 渡部圭祐 安食圭                                                      | 10月27日       |
| 第331話 | 光封印!? 諭吉の鬼キラバトル                          | 葛原秀治            | 大塚隆寛          | 大塚隆寛            | Lee Seok Yoon | 吉岡佳広                                                             | 11月3日        |
| 第332話 | 龍二VSキキ 鬼のお届け便！                            | 佐藤寿昭            | 内藤明吾          | 小野田雄亮          | 中谷藍 徳倉栄一 | 渡部圭祐 石橋有希子                                                  | 11月10日       |
| 第333話 | 奪われた十字消し                                     | 高木聖子            | 影山楙倫          | 生田幸那            | 青木真理子 大野勉 今野博司 後藤友里絵 斉藤和也 西川真人 村上依理菜 森山剛史 溝渕美穂                                         | 石橋有希子 服部憲知 溝渕美穂                                         | 11月17日       |
| 第334話 | シンとキシン                                         | 福嶋幸典            | 福島宏之          | ハラダツルギ        | Lee Jong Kyoung | 安食圭                                                               | 11月24日       |
| 第335話 | 鬼の護りしもの                                       | 山下憲一            | 内藤明吾          | ハラダツルギ        | Lee Jong Kyoung | 益田有希子 吉岡佳広                                                  | 12月1日        |
| 第336話 | アッチアチ！もう一つの決勝戦                         | 佐藤寿昭            | 葉摘田緒          | 小野田雄亮          | 中谷藍 徳倉栄一 | 石橋有希子                                                           | 12月8日        |
| 第337話 | 白熱！ ギンガVS宇宙消防士                            | 葛原秀治            | 児谷直樹          | 児谷直樹            | 青木真理子 大野勉 今野博司 後藤友里絵 斉藤和也 西川真人 村上依理菜 服部憲知 津幡佳明 石川健介 北村友幸 武智敏光 舘崎大       | 石橋有希子 溝渕美穂                                                  | 12月15日       |
| 第338話 | おもてなし♡アッチアチスイーツ                        | 福嶋幸典            | 福島宏之          | 川西泰二            | 今木宏明 | 益田有希子 安食圭                                                    | 12月22日       |
| 第339話 | 狙われた地球!? マシン星人の逆襲                      | 葛原秀治            | 内藤明吾          | 松島未恵            | Kang Min Young Lee Seok Yoon                                                                                                 | 吉岡佳広                                                             | 2025年 1月5日  |
| 第340話 | 進め！ 宇宙高速道路                                  | 高木聖子            | 福島宏之          | ハラダツルギ        | Lee Joung Kyoung | 渡部圭祐 石橋有希子                                                  | 1月12日        |
| 第341話 | 花草商店街再浮上計画！                               | 青木由香            | 影山楙倫          | 川西泰二            | 佐藤直人 | 石橋有希子 橘尚美                                                    | 1月19日        |
| 第342話 | どっちのお宿？ 宇宙リゾートバトル！                  | 佐藤寿昭            | 児谷直樹          | 児谷直樹            | Lee Joung Kyoung | 安食圭                                                               | 1月26日        |
| 第343話 | 真冬のリットと秘密の部屋                             | 園田雅裕            | 高本宣弘          | 生田幸那            | 長橋研太 竹内昭 橋本淳稔 Lee Joung Kyoung                                                                                    | 桜井正明                                                             | 2月2日         |
| 第344話 | タノモウ！ タノモウ！ タノモウ星人！！               | 峰岸瞳              | 影山楙倫          | 小野田雄亮          | 中谷藍 | 石橋有希子                                                           | 2月9日         |
| 第345話 | 二人だけの戦い マツハラとトム                        | 葛原秀治            | 園田雅裕          | 園田雅裕            | 橘尚美 十三 吉岡佳広 | -                                                                    | 2月16日        |
| 第346話 | 開幕！ 宇宙大会決勝トーナメント                      | 山下憲一            | 大塚隆寛          | 大塚隆寛            | 益田有希子 長橋研太 有泉洋子 多田和春 江森真理子                                                                             | 益田有希子 桜井正明                                                  | 2月23日        |
| 第347話 | AIの星！ ギンガVS製造番号302                         | 青木由香            | 福島宏之          | 大塚隆寛            | Lee Seok Yoon | 吉岡佳広                                                             | 3月2日         |
| 第348話 | 炎撃！ ハリケーンボルケーノドラゴン                  | 福嶋幸典            | 影山楙倫          | ハラダツルギ        | Lee Joung Kyoung | 石橋有希子                                                           | 3月9日         |
| 第349話 | 宇宙の王者 エステラドール！                          | 高木聖子            | 内藤明吾          | ハラダツルギ        | Lee Joung Kyoung | 安食圭                                                               | 3月16日        |
| 第350話 | ヒーロー星人 進化するライバル                        | 佐藤寿昭            | 福島宏之          | 小野田雄亮          | 中谷藍 | 桜井正明                                                             | 3月23日        |
| 第351話 | さくらの決断                                         | 葛原秀治            | 内藤明吾          | 川西泰二            | 渡部圭祐 長橋研太 竹内昭 橋本淳稔                                                                                            | 渡部圭祐 吉岡佳広                                                    | 3月30日        |
| 第352話 | めざせ宇宙一！ 地球代表レディーゴー！！              | 山下憲一            | 影山楙倫          | 生田幸那            | 今木宏明 | 石橋有希子                                                           | 4月6日         |
| 第353話 | タイガと天才外科医 誓いの十字消し                    | 青木由香            | 影山楙倫          | 生田幸那            | Park Myoung Hun | 安食圭                                                               | 4月13日        |
| 第354話 | 張られた伏線 天才の筋書き                            | 福嶋幸典            | 福島宏之          | 松島未恵            | 橘尚美 | -                                                                    | 4月20日        |
| 第355話 | 一筆入魂！ 龍二の心                                  | 福嶋幸典            | 福島宏之          | 松島未恵            | Lee Seok Yoon | 桜井正明                                                             | 4月27日        |
| 第356話 | 監督レクターと神崎シン 狙われる采配                  | 高木聖子            | 児谷直樹          | 児谷直樹            | Lee Joung Kyoung | 石橋有希子                                                           | 5月4日         |
| 第357話 | 光を引き寄せるもの                                   | 高木聖子            | 児谷直樹          | 児谷直樹            | Park Myoung Hun Lee Joung Kyoung                                                                                             | 安食圭                                                               | 5月11日        |
| 第358話 | 発明家の閃き 仕組まれた設計図                        | 佐藤寿昭            | 内藤明吾          | 小野田雄亮          | 中谷藍 徳倉栄一 | 桜井正明                                                             | 5月18日        |
| 第359話 | 諭吉の反撃 チームを導く未来図                        | 佐藤寿昭            | 内藤明吾          | ハラダツルギ        | 吉岡佳広 長橋研太 多田和春 有泉洋子                                                                                          | 桜井正明                                                             | 5月25日        |
| 第360話 | 芸術炸裂 戦慄の天才画家                              | 葛原秀治            | 大塚隆寛          | 大塚隆寛            | 長橋研太 橋本淳稔 松﨑正 竹内昭                                                                                              | -                                                                    | 6月1日         |
| 第361話 | 宇宙の声援（エール） ほのかの覚悟                    | 葛原秀治            | 大塚隆寛          | 大塚隆寛            | Kang Min Young Lee Seok Yoon                                                                                                 | 安食圭                                                               | 6月8日         |
| 第362話 | スター街道まっしぐら 地球代表大ブレイク!?            | 青木由香            | 福島宏之          | 生田幸那            | Han So Yi Kim Jeong Jin Kim So Yeon                                                                                          | 桜井正明 石橋有希子 橘尚美                                           | 6月15日        |
| 第363話 | はるばる来たぜ！ ハナクサ大応援団                    | 峰岸瞳              | 福島宏之          | 生田幸那            | 今木宏明 | -                                                                    | 6月22日        |
| 第364話 | 危険度Sクラス！ レオとワカモン潜入任務（ミッション） | 福嶋幸典            | 内藤明吾          | ハラダツルギ        | Park Myoung Hun | -                                                                    | 6月29日        |
| 第365話 | 新たなステージ 宇宙大会2回戦！                       | 佐藤寿昭            | 内藤明吾          | ハラダツルギ        | 安食圭 | -                                                                    | 7月6日         |
| 第366話 | 仮面の集団 マスクロード一家                          | 高木聖子            | 高本宣弘          | 小野田雄亮          | 中谷藍 徳倉栄一 | -                                                                    | 7月13日        |
| 第367話 | 疾走のシン 闇の先にあるもの                          | 高木聖子            | 高本宣弘          | 高本宣弘            | 吉岡佳広 長橋研太 石川慎亮 有泉洋子                                                                                          | 橘尚美                                                               | 7月20日        |
| 第368話 | 策略の陰影 邪な盤面                                  | 葛原秀治            | 福島宏之          | ハラダツルギ        | Lee Seok Yoon | 石橋有希子                                                           | 7月27日        |
| 第369話 | ほのかな光                                           | 葛原秀治            | 福島宏之          | ハラダツルギ        | 長橋研太 橋本淳稔 竹内昭 松﨑正                                                                                              | 渡部圭祐 安食圭                                                      | 8月3日         |
| 第370話 | 龍と兵士 限りなき戦い                                | 福嶋幸典            | 園田雅裕          | 園田雅裕            | 今木宏明 Lee Joung Kyoung | -                                                                    | 8月10日        |
| 第371話 | 地球代表最大の危機 タイガ出撃！                      | 山下憲一            | 高本宣弘          | 生田幸那            | Lee Joung Kyoung | 石橋有希子                                                           | 8月17日        |

## 放送局・配信元
| 放送期間                                                             | 放送時間                                                | 放送局         | 対象地域       | 備考                          |
| -------------------------------------------------------------------- | ------------------------------------------------------- | -------------- | -------------- | ----------------------------- |
| 2018年4月2日 - 2020年3月30日 2020年4月11日 - 9月26日 2020年10月4日 - | 月曜 18:25 - 18:55 土曜 9:30 - 10:00 日曜 18:00 - 18:30 | テレビ東京     | 関東広域圏     | 制作局                        |
|                                                                      |                                                         | テレビ北海道   | 北海道         |                               |
|                                                                      |                                                         | テレビ愛知     | 愛知県         |                               |
|                                                                      |                                                         | テレビ大阪     | 大阪府         |                               |
|                                                                      |                                                         | テレビせとうち | 岡山県・香川県 |                               |
|                                                                      |                                                         | TVQ九州放送    | 福岡県         |                               |
| 2018年4月4日 - 2020年4月3日                                          | 水曜 17:29 - 17:58                                      | BSテレ東       | 日本全域       | BS/BS4K放送 / 第103話まで放送 |
| テレビ東京系列の地上波6局では字幕放送・連動データ放送を実施。        |                                                         |                |                |                               |

| 配信期間        | 配信時間                   | 配信サイト |
| --------------- | -------------------------- | --- |
| 2018年4月5日 -  | 木曜 12:00 更新            | YouTube パズドラ公式チャンネル・コロコロチャンネル・タカラトミーチャンネル あにてれ Paravi HAPPY!動画 GYAO! dTV dアニメストア U-NEXT アニメ放題 ニコニコチャンネル Rakuten TV ビデオマーケット music.jp DMM.com |
| 2018年4月12日 - |                            | バンダイチャンネル |
| 2018年4月13日 - | 金曜 0:00（木曜深夜） 更新 | ビデオパス J:COMオンデマンド メガパック |
| 2018年4月26日 - | 木曜 12:00 更新            | Hulu |

## 漫画版
『月刊コロコロコミック』（小学館刊）にて、2018年3月号から2020年3月号まで連載。コミカライズはキャラクター原案を務めた井上桃太が担当。

### 単行本
| VOL | 発売日     | 話数          | サブタイトル | カバー               | ISBN               |
| --- | ---------- | ------------- | --- | -------------------- | ------------------ |
| 1   | 2018-07-27 | 第1話 - 第4話 | 第1話「プロゲーマーとの出会い!」 第2話「商店街存亡バトル!」 第3話「マツハラプロの弟」 第4話「龍二へリベンジ!」                           | 明石タイガ           | ISBN 9784091427595 |
| 2   | 2018-11-28 | 第5話 - 第9話 | 第5話「消えたトラゴン!?」 第6話「チャレンジカップ開幕!」 第7話「「四神」降臨!!」 第8話「難攻不落の王城」 第9話「叩き出せ! 連続10コンボ」 | 明石タイガ、松原龍二 | ISBN 9784091428202 |

## バラエティパート
2020年4月4日より、『超絶!!パズドラ部』が番組前半部に新設された。チョコレートプラネットをメインとして、『パズドラ』が好きな芸人やタレントが「超絶!!パズドラ部」に入部した上で、『パズドラ』上達を目指していく。その他、プロゲーマーによるプロのテクニックなども披露される。
2021年4月より、アナウンスや告知などを目的に「放送部」が、パズドラ部のライバルとして「ニンジャラ部」が発足している。『ニンジャラ』は、パズドラと並ぶガンホーのゲームの1つであり、パズドラ部とはライバル関係にある。2021年10月から12月には、本番組と同じくテレビ東京系列にて、『ニンジャラ』を扱うバラエティ番組『ニンジャラ・ナンジャラ』（テレビ愛知制作）が放送され、一部の部員も同番組に出演していた。

### 出演者
※〇がついている出演者は、『ニンジャラ・ナンジャラ』にも出演。

#### パズドラ部
毎週出演
長田を除く出演者の右側の色は、着用しているポロシャツ・パーカー（いずれも2021年6月6日放送分まで）、ニットベスト（2021年6月13日放送分より）の色。
- チョコレートプラネット
  - 長田庄平 - パズドラ部顧問
  - 松尾駿 - パズドラ部主将（■赤）
- たかし（トレンディエンジェル） - パズドラ部員（■黄色）
2021年4月4日放送分より新入部員の勧誘と称して、収録には出演せずにVTR出演することもある。4月11日・18日放送分では、相方の斎藤司が「体験入部」扱いでスタジオ収録に出演している。
- はら（ゆにばーす） - パズドラ部員（■紫）
- ガーリィレコード - パズドラ部員
  - 高井佳佑（■緑）
  - フェニックス（■青）
- 貴島明日香 - パズドラ部員（■ピンク）
体験入部での数回の不定期出演を経て、2021年6月6日放送分での入部テストに合格し、正式な部員となった。

対抗戦助っ人
- 石山タオル（バンビーノ）〇 - 第1回はニンジャラ部の助っ人で出演。その際にパズドラの腕を見込まれ、第2回はパズドラ部の助っ人（欠席したフェニックスの代理）として参加。相方の藤田ユウキは本番組への出演経験がないものの、『ニンジャラ・ナンジャラ』にはコンビで出演。
- 大和田南那 - 第2回に、欠席したはらの代理として参加。過去にパズドラ部体験入学経験あり。

#### 放送部
- 村上（マヂカルラブリー） - 放送部員
2021年4月より毎週、アニメ終了後の数分間（アニメ前の場合もあり）で、「超絶!!学園チャンネル」という校内放送と称して各種アナウンスを行う。

#### ニンジャラ部
不定期出演
- 長谷川忍（シソンヌ）〇 - ニンジャラ部顧問
- 津田篤宏（ダイアン）〇 - ニンジャラ部部長、過去にパズドラ部体験入学経験あり

対抗戦助っ人
- 奥山かずさ〇 - 第1回・第2回に出演。過去にパズドラ部体験入学経験あり。
- インディアンス - 第1回に出演。
- 池田直人（レインボー）〇 - 第1回・第2回に出演。
相方のジャンボたかおも、『ニンジャラ・ナンジャラ』には出演しており、こちらはコンビで出演している。
- インポッシブル〇 - 第2回に出演。
- おばたのお兄さん〇 - 第2回に出演。

#### 過去の出演者
- 小倉優香（現：小倉ゆうか、■ピンク） - パズドラ部員。2020年4月 - 2020年8月まで出演。2020年9月 - 2021年5月（前述の貴島が正式部員になるまで）は、事実上の小倉の代役として、「体験入部」と称した週替わりの女性ゲストが出演していた（当初は体験入部生も同じピンクのポロシャツを着用していたが、後に部員用の服装ではなく、学校の制服姿などで登場している。ただし、体力を使う企画などでは部員用の服装を用いる場合もある。）。

### スタッフ（バラエティパート）
- 構成. - 佐藤篤志、大木秀人
- 制作協力 - ファーストショット
- ディレクター - 石森一彰
- プロデューサー - 山田唯莉子→村松紗也子（テレビ東京）、井尻峻介→菊池瑠梨子→嵯峨隼人、渡辺蔵人→福田菜々美→邵東方→服部有紀子
- 協力プロデューサー - 榎本匡司
- 制作 - 吉本興業
- 制作協力 - インディ・アソシエイツ
- 制作 - テレビ東京、電通

### 各話リスト（バラエティパート）
| 話数 | 初放送日        | サブタイトル                                     |
| ---- | --------------- | ------------------------------------------------ |
| 1    | 2020年 04月04日 | みんなでやろうよ!パズドラ部!                     |
| 2    | 04月11日        | コンボ                                           |
| 3    | 05月30日        | 指                                               |
| 4    | 06月06日        | あのプロ選手がやって来る!?                       |
| 5    | 06月13日        | 集中力                                           |
| 6    | 06月20日        | テクニック                                       |
| 7    | 06月27日        | プロVSパズドラ部                                 |
| 8    | 07月04日        | リモート画面でコンボしよう!                      |
| 9    | 07月11日        | リモートジェスチャーゲーム!                      |
| 10   | 07月18日        | ポーズでコンボとクイズでコンボ!                  |
| 11   | 07月25日        | オリジナルの超絶教訓を考えよう!                  |
| 12   | 08月01日        | プレゼン採用特訓!                                |
| 13   | 08月08日        | コンボレベルアップ!                              |
| 14   | 08月15日        | チーム編成                                       |
| 15   | 08月22日        | コンボレベル&チーム編成ダブル特訓                |
| 16   | 08月29日        | パズドラ体操リレー!                              |
| 17   | 09月05日        | チーム対抗!ドロップ神経衰弱!                     |
| 18   | 09月12日        | 早押し!パスドラクイズ大会!                       |
| 19   | 09月19日        | オリジナル覚醒チャレンジ!                        |
| 20   | 09月26日        | オリジナル覚醒チャレンジ!                        |
| 21   | 10月04日        | ミラクルコンボ!                                  |
| 22   | 10月11日        | コンボでビンゴ!                                  |
| 23   | 10月18日        | パズドラ部のテーマソングを作ろう!                |
| 24   | 10月25日        | コンボで答えるクイズ!                            |
| 25   | 11月01日        | パズドラ部テーマソング 2番も作っちゃおう!        |
| 26   | 11月08日        | 落ちコンチャレンジ!タライは落とすな!             |
| 27   | 11月15日        | オリジナルダンジョンで勝負!                      |
| 28   | 11月22日        | パズドラNOT18                                    |
| 29   | 11月29日        | 凹んでいる女子をなぐさめよう!胸キュン回復選手権  |
| 30   | 12月06日        | ポーカーフェイスコンボ!                          |
| 31   | 12月13日        | 叩いてかぶってコンボでイッポン!                  |
| 32   | 12月20日        | ニンジャラで指と反射神経をきたえよう!            |
| 33   | 12月27日        | 2021年をスッキリ迎えよう！特訓リベンジ!          |
| 34   | 2021年 01月10日 | 2021年の運勢!                                    |
| 35   | 01月17日        | 毒ドロップ!                                      |
| 36   | 01月24日        | パズドラ危機一発                                 |
| 37   | 01月31日        | 超絶ギリギリチャレンジ                           |
| 38   | 02月07日        | 暗闇でさわって当てましょう                       |
| 39   | 02月14日        | 〜妄想〜モンスタースケッチ                       |
| 40   | 02月21日        | 9秒ミッション9!!その1                            |
| 41   | 02月28日        | 9秒ミッション9!!その2                            |
| 42   | 03月07日        | アニメパズドラとのコラボ部活                     |
| 43   | 03月14日        | コンボしてるのはダ〜レ!?                         |
| 44   | 03月21日        | 松尾の!教えてパズドラプロプレイヤー!             |
| 45   | 03月28日        | 超絶特訓の「ベスト特訓」「ワースト特訓」         |
| 46   | 04月04日        | リーダースキルでパズドラ部のリーダーを決めよう！ |
| 47   | 04月11日        | パズドラ体力測定!その1                           |
| 48   | 04月18日        | パズドラ体力測定!その2                           |
| 49   | 04月25日        | みんなでニンジャラをプレイ!                      |
| 50   | 05月02日        | 教えて特別コーチ!「パズルのきほん」              |
| 51   | 05月09日        | パズドラ障害物競走                               |
| 52   | 05月16日        | 英語禁止パズドラ／英語禁止ニンジャラ             |
| 53   | 05月23日        | 新婚高井に引っ越し祝いをあげよう                 |
| 54   | 05月30日        | ゴイゴイスーカップ／ニンジャラゴイゴイスーカップ |
| 55   | 06月06日        | 貴島明日香の入部テスト                           |
| 56   | 06月13日        | パズドラジェンガ                                 |
| 57   | 06月20日        | 気配斬り                                         |
| 58   | 06月27日        | レギュラー選抜                                   |
| 59   | 07月04日        | NGコンボバトル                                   |
| 60   | 07月11日        | ガチンコチームバトル                             |
| 61   | 07月18日        | パズドラ・ニンジャラ大運動会                     |
| 62   | 07月25日        | パズドラバトルに挑戦                             |
| 63   | 08月01日        | パズドラバトルに挑戦 スキル編                    |
| 64   | 08月08日        | パズドラ・ニンジャラおじゃま特訓                 |
| 65   | 08月15日        | 学園チャンネルSP                                 |
| 66   | 08月22日        | パズ狼                                           |
| 67   | 08月29日        | 風船破裂風ドローンバトル                         |
| 68   | 09月5日         | パズドラブラックジャック                         |
| 69   | 09月12日        | ニュースになるような奇跡                         |
| 70   | 09月19日        | スーパーゴイゴイスーカップ                       |
| 71   | 09月26日        | アンカーはら プレッシャーチャレンジ!             |
| 72   | 10月03日        | ドロップフリースローバト                         |
| 73   | 10月10日        | リアルニンジャラサバイバル                       |
| 74   | 10月17日        | スキル発動!ドロップサッカー!                     |
| 75   | 10月24日        | パズ狼                                           |
| 76   | 10月31日        | かくれんぼニンジャラ                             |
| 77   | 11月07日        | 三輪車コンボレース                               |
| 78   | 11月14日        | 超絶クイズ大会                                   |
| 79   | 11月28日        | 超絶クイズ大会                                   |
| 80   | 12月05日        | コンボでマルバツバトル                           |
| 81   | 12月12日        | ドロップじゃんけんバトル                         |
| 81   | 12月19日        | スパイニンジャラ                                 |
| 82   | 12月26日        | 紅白パズドラ合戦                                 |
| 83   | 2022年 01月09日 | 開運!運試しすごろく 前編                         |
| 84   | 01月16日        | 開運!運試しすごろく 後編                         |
| 85   | 01月23日        | タイマンニンジャラ                               |
| 87   | 01月30日        | シンクロナイズドコンボ                           |
| 88   | 02月06日        | ボルダリングコンボ                               |
| 89   | 02月13日        | ボルダリングニンジャラ                           |
| 90   | 02月20日        | パズドラ10周年 スペシャル特訓                    |
| 91   | 02月27日        | パズドラ10周年 スペシャル特訓                    |
| 92   | 03月06日        | 明日香ちゃんにたかしが個人レッスン!              |
| 93   | 03月13日        | パズドラシリーズ最新作!                          |
| 94   | 03月20日        | ニンジャラストライカー                           |
| 95   | 03月27日        | 超絶反省アワード                                 |
| 96   | 04月03日        | ドロップ何個つなげて消せるか選手権               |
| 97   | 04月10日        | ひらがなコンボ                                   |
| 98   | 04月17日        | くさくさ風船爆破ニンジャラ                       |
| 99   | 04月24日        | さんすうコンボ                                   |
| 100  | 05月01日        | 100回記念                                        |
| 101  | 05月08日        | ニンジャラゲーム実況                             |
| 102  | 05月15日        | NG誘導バトル                                     |
| 103  | 05月22日        | 超絶2択コンボ                                    |
| 104  | 05月29日        | 全員はらちゃん!?ハラハラはらだらけ特訓           |
| 105  | 06月05日        | 津田だらけゴイゴイスーカップ                     |
| 106  | 06月12日        | 新罰ゲーム開発プロジェクト                       |
| 107  | 06月19日        | 超絶戦隊コンボレンジャー                         |
| 108  | 06月26日        | 超絶戦隊コンボレンジャー                         |
| 109  | 07月03日        | 人取りニンジャラ                                 |
| 110  | 07月10日        | しりとりコンボバトル                             |
| 111  | 07月17日        | 新衣装でパズドラ特訓                             |
| 112  | 07月24日        | ハンデキャップニンジャラ                         |
| 113  | 07月31日        | 協力×協力ダンジョン                              |
| 114  | 08月07日        | ゴイゴイスー夏祭り                               |
| 115  | 08月14日        | スイカ割りニンジャラ                             |
| 116  | 08月21日        | 松尾VS高井 バースデープレゼント争奪              |
| 117  | 08月28日        | 夏休み宿題かけこみコンボ!                        |
| 118  | 09月04日        | デッド・オア・コンボ                             |
| 119  | 09月11日        | ニンジャラ特訓 ガム忍術だけトーナメント          |
| 120  | 09月18日        | 画数コンボ                                       |
| 121  | 09月25日        | ボケまくりニンジャラ&パズドラ                    |
| 122  | 10月02日        | パズドラ特訓 伝説のOBは中学生?                   |
| 123  | 10月09日        | アニマルスケッチコンボ                           |
| 124  | 10月16日        | 王様ニンジャラ                                   |
| 125  | 10月23日        | 指だけ運動会                                     |
| 126  | 10月30日        | ハロウィン企画                                   |
| 127  | 11月06日        | ジントリニンジャラ                               |
| 128  | 11月13日        | 4択クイズコンボ                                  |
| 129  | 11月20日        | ドッキリコンボ                                   |
| 130  | 11月27日        | 津田コンボレッスン                               |
| 131  | 12月04日        | 対抗戦①パズドラ合同特訓                          |
| 132  | 12月11日        | 対抗戦②ニンジャラ合同特訓                        |
| 133  | 12月18日        | 対抗戦③ニンジャラ対決                            |
| 134  | 12月25日        | 対抗戦④パズドラ対決                              |
| 135  | 2023年 01月08日 | コンボリレー2023                                 |
| 136  | 01月15日        | パズ狼2023                                       |
| 137  | 01月22日        | ニンジャラストライカー                           |
| 138  | 01月29日        | 特別特訓!露天風呂コンボ!                         |
| 139  | 02月05日        | 特別訓練!コンボで豪華料理ゲットせよ              |
| 140  | 02月12日        | 特別訓練!スキル発動!卓球大会!                    |
| 141  | 02月19日        | 11周年記念ケーキ争奪コンボバトル                 |
| 142  | 02月26日        | インポッシブルレッスン                           |
| 143  | 03月05日        | 貴島VSフェニックス 最強メンタル決定戦            |
| 144  | 03月12日        | 表情ジェスチャーコンボ特訓                       |
| 145  | 03月19日        | ニンジャラビンゴ特訓                             |
| 146  | 03月26日        | パズドラ部卒業式                                 |
| 147  | 04月02日        | パズバズ大作戦                                   |
| 148  | 04月09日        | クライミングコンボ                               |
| 149  | 04月16日        | ジャンピングニンジャラ                           |
| 150  | 04月23日        | ハイプレッシャーコンボ                           |
| 151  | 04月30日        | パズドラ部ユース 自己紹介コンボ                  |
| 152  | 05月07日        | 鬼越と仲直りコンボ特訓                           |
| 153  | 05月14日        | 奥山かずさ勝手に結婚式 花嫁ニンジャラ            |
| 154  | 05月21日        | 奥山かずさ勝手に結婚パーティー コンボ景品大会    |
| 155  | 05月28日        | パズドラ部ユース 風船運んで消しましょう特訓      |
| 156  | 06月04日        | 鬼越と鬼ごっこニンジャラ                         |
| 157  | 06月11日        | おんぶでコンボレース                             |
| 158  | 06月18日        | だるまさんがコンボした                           |
| 159  | 06月25日        | パズドラ部ユース パズ狼特訓                      |
| 160  | 07月02日        | タライ落下特訓                                   |
| 161  | 07月09日        | はらハラダンジョン                               |
| 162  | 07月16日        | ニューヨークとニンジャラ                         |
| 163  | 07月23日        | さんすうコンボ                                   |
| 164  | 07月30日        | ユース・シーズン2                                |
| 165  | 08月06日        | 合同ゴイゴイスーカップ                           |
| 166  | 08月13日        | かき氷ニンジャラ                                 |
| 167  | 08月20日        | 乗り物コンボレース                               |
| 168  | 08月27日        | ユース・シーズン2                                |
| 169  | 09月03日        | ニューヨークとパズドラ                           |
| 170  | 09月10日        | おもてなしニンジャラ                             |
| 171  | 09月17日        | 横取りコンボ                                     |
| 172  | 09月24日        | ユース・シーズン2                                |
| 173  | 10月01日        | おじゃまクイズ                                   |
| 174  | 10月08日        | 第2回指だけ運動会                                |
| 175  | 10月15日        | ものまねニンジャラ                               |
| 176  | 10月22日        | イス取りコンボ                                   |
| 177  | 10月29日        | パズドラ部ユース3 自己紹介コンボ                 |
| 178  | 11月05日        | はらハラ波乱万丈                                 |
| 179  | 11月12日        | 火おこしコンボ                                   |
| 180  | 11月19日        | 運んでインポッシブル                             |
| 181  | 11月26日        | ユース・シーズン3                                |
| 182  | 12月03日        | くノ一選手                                       |
| 183  | 12月10日        | パズドラ部あるある特訓                           |
| 184  | 12月17日        | ユース・シーズン3                                |
| 185  | 12月24日        | プレゼントくばりコンボレース                     |
| 186  | 2024年 01月07日 | ドラゴンめく                                     |
| 187  | 01月14日        | 指力強化ボウリングバトル                         |
| 188  | 01月21日        | ボウリングニンジャラ                             |
| 189  | 01月28日        | ユース・シーズン4①                               |
| 190  | 02月04日        | 長田VS長谷川                                     |
| 191  | 02月11日        | 長谷川お別れ会                                   |
| 192  | 02月18日        | パズドラ12周年！特別ミッション！                 |
| 193  | 02月25日        | ユース・シーズン4②                               |
| 194  | 03月03日        | ニンジャラ部新顧問!?菅先生！                     |
| 195  | 03月10日        | 対抗戦①                                          |
| 196  | 03月17日        | 対抗戦②                                          |
| 197  | 03月24日        | 対抗戦③                                          |
| 198  | 03月31日        | ユース・シーズン4③                               |
| 199  | 04月07日        | 花よりコンボ                                     |
| 200  | 04月14日        | 超絶200特訓                                      |
| 201  | 04月21日        | お寿司ニンジャラ                                 |
| 202  | 04月28日        | エクササイズコラボ                               |
| 203  | 05月05日        | かくれんぼダンジョン                             |
| 204  | 05月12日        | オリジナル武器クラフトニンジャラ                 |
| 205  | 05月19日        | クッキングコンボ                                 |
| 206  | 05月26日        | 巨大風船コンボラリー                             |
| 207  | 06月02日        | パズ狼チームコンボバトル                         |
| 208  | 06月09日        | ビリビリコンボリレー                             |
| 209  | 06月16日        | けん玉コンボ                                     |
| 210  | 06月23日        | 盤面クイズ大会                                   |
| 211  | 06月30日        | 指力強化ニンジャラ                               |
| 212  | 07月07日        | 指力強化ニンジャラ                               |
| 213  | 07月14日        | 一筆イラスト                                     |
| 214  | 07月21日        | 世界記録コンボ（前編）                           |
| 215  | 07月28日        | 世界記録コンボ（前編）                           |
| 216  | 08月04日        | 漢字ニンジャラ                                   |
| 217  | 08月11日        | カラダでコンボ                                   |
| 218  | 08月18日        | スイカ割りコンボ                                 |
| 219  | 08月25日        | 明日香ちゃん結婚おめでとう特訓                   |
| 220  | 09月01日        | コンボでコント                                   |
| 221  | 09月08日        | だるま落としニンジャラ                           |
| 222  | 09月15日        | ユース・シーズン5 ①                              |
| 223  | 09月22日        | ユース・シーズン5 ②                              |
| 224  | 09月29日        | フルーツバスケットコンボ                         |
| 225  | 10月06日        | ニンジャラ部対抗戦①                              |
| 226  | 10月13日        | ニンジャラ部対抗戦②                              |
| 227  | 10月20日        | ニンジャラ部対抗戦③                              |
| 228  | 10月27日        | 6分の5バトル！                                   |
| 229  | 11月03日        | カタカナ語禁止！山手線コンボ！                   |
| 230  | 11月10日        | パズドラで答えるクイズ大会！                     |
| 231  | 11月17日        | まちがいさがしニンジャラ                         |
| 232  | 11月24日        | TT兄弟とT字消し特訓                              |
| 234  | 12月01日        | 7×6盤面コンボバトル                              |
| 235  | 12月08日        | ニューヨークとカタカナ語禁止特訓 リベンジ！      |
| 236  | 12月15日        | 師走ニンジャラ！                                 |
| 237  | 12月22日        | どっちのコンボショー                             |
| 238  | 2025年 01月05日 | 羽根つきコンボ                                   |
| 239  | 01月12日        | ユースプロジェクト・シーズン６ ①                 |
| 240  | 01月19日        | ユースプロジェクト・シーズン６ ②                 |
| 241  | 01月26日        | 長田先生を休ませてあげよう特訓                   |
| 242  | 02月02日        | カニニンジャラ                                   |
| 243  | 02月09日        | 平積みチームバトル                               |
| 244  | 02月16日        | パズドラ13周年記念特訓                           |
| 245  | 02月23日        | 正方形タワーバトル                               |
| 246  | 03月02日        | 氷鬼ニンジャラ                                   |
| 247  | 03月09日        | 操作時間クイズコンボ                             |
| 248  | 03月16日        | お寿司で2体攻撃バトル                            |
| 249  | 03月23日        | 進学ニンジャラ                                   |
| 250  | 03月30日        | 通知表発表                                       |
| 251  | 04月06日        | 部活紹介コント                                   |
| 252  | 04月13日        | メンタル強化コンボ                               |
| 253  | 04月20日        | 対抗戦① フルーツバスケットコンボ                 |
| 254  | 04月27日        | 対抗戦② ロングシュートニンジャラ                 |
| 255  | 05月04日        | 対抗戦③ パズドラ・ニンジャラ大運動会             |
| 256  | 05月11日        | 高井を満腹にさせてあげよう特訓                   |
| 257  | 05月18日        | 松尾ホメホメビンゴ特訓                           |
| 258  | 05月25日        | ボケツッコミニンジャラ                           |
| 259  | 06月01日        | パズドラ部のエースをきめよう！                   |
| 260  | 06月08日        | ユース・プロジェクト シーズン７ ①                |
| 261  | 06月15日        | ユース・プロジェクト シーズン７ ②                |
| 262  | 06月22日        | 集合写真ニンジャラ                               |
| 263  | 06月29日        | ランウェイコンボ                                 |
| 264  | 07月06日        | バッテリィズにパズドラレッスン                   |
| 265  | 07月13日        | 爆弾注意！神経衰弱コンボ                         |
| 266  | 07月20日        | コンボ加算バトル                                 |
| 267  | 07月27日        | トリックボール特訓                               |
| 268  | 08月03日        | 紅白戦①フィンガーフードでパーティーコンボ        |
| 269  | 08月10日        | 紅白戦②指力耐久コンボ                            |
| 270  | 08月17日        | 紅白戦③ コンボかるた                             |

## 玩具
本作品の関連玩具として、モンスターのイラストが描かれた円盤状の玩具「モンスターメモリー」が、タカラトミーより発売中。『パズドラクロス』の連動玩具「アーマードロップ」と同様に裏面のQRコードを読み取ると、『パズドラバトル』にて当該モンスターやリーダーを入手できる。一部のモンスターメモリーについては、ゲームにおいても当該モンスターが登場するダンジョンを入手可能。
- モンスターメモリー 第1弾（全23種、2枚入り（レア以上）、2018年4月28日発売）
- モンスターメモリー 第2弾（全23種、2枚入り（レア以上）、2018年6月23日発売）
- モンスターメモリー 第3弾（全23種、2枚入り（レア以上）、2018年8月11日発売）
- モンスターメモリー 第4弾（全23種、2枚入り（レア以上）、2018年12月8日発売）
- モンスターメモリー 第5弾（全23種、2枚入り（レア以上）、2019年3月15日発売）